# Juventus de Turín
La Juventus de Turín (oficialmente «Juventus Football Club S. p. A.», del latín iuventūs, español juventud, AFI: juˈvɛntus), conocida simplemente como Juventus o simplificado en Juve (AFI: ˈjuːve), es un club de fútbol italiano con sede en la ciudad de Turín, capital de la región del Piamonte. Fue fundado el 1 de noviembre de 1897 con el nombre de «Sport Club Juventus» por un grupo de estudiantes locales.
Es el segundo equipo de fútbol italiano más antiguo entre los que siguen activos —después de la sección de fútbol del Genoa— y, junto con el Torino, es uno de los dos clubes de fútbol profesional de la capital piamontesa. Vinculada a la familia Agnelli desde la década de 1920, el club ha militado ininterrumpidamente en la máxima categoría profesional del fútbol italiano (denominada desde 1929 Serie A) desde su debut en 1900, con la única excepción de la temporada 2006-07. El club ejerce de local desde el año 2011 en el Allianz Stadium, que cuenta con una capacidad o aforo total para 41 507 espectadores.
La Juventus es el equipo más exitoso de Italia y al mismo tiempo uno de los clubes más laureados y renombrados del mundo. Es el club con el mayor número de títulos oficiales conquistados en el fútbol italiano con un total de 60 campeonatos (36 Ligas, 15 Copas, 9 Supercopas). Fue el primer club italiano y del sur europeo en ganar la Copa de la UEFA (temporada 1976-77), en el ámbito internacional; cabe destacar que es el sexto club europeo y decimotercero en el mundo con la mayor cantidad de títulos oficiales internacionales a nivel confederativo e interconfederativo, siendo además el primer club en la historia del fútbol europeo en ganar las tres principales competiciones organizadas por la Unión Europea de Asociaciones de Fútbol y el primer club en el mundo —y único hasta 2022— en ganar todas las competiciones (sin contar la conference league) confederativas y el título mundial interclubes.
En el año 2009, fue reconocido como el mejor club italiano del siglo XX y segundo a nivel europeo durante ese mismo periodo por la Federación Internacional de Historia y Estadística de Fútbol, institución reconocida por la FIFA. Sus clásicos rivales son el Torino F. C. con el que disputa el «derbi de Turín», el A. C. Milan con el que disputa el «derbi de los campeones» y el Inter de Milán, club frente al cual disputa el denominado «derbi de Italia».
De acuerdo con un sondeo realizado por el Instituto Demos (septiembre de 2015), la Juventus es el equipo con el mayor número de aficionados en Italia con el 45 % de las preferencias. Además el equipo turinés es uno de los clubes con más partidarios en el mundo con más de 290 millones —de los cuales 41 millones se encuentran en el territorio europeo— según un informe de la Compañía de Investigación de Mercado Deportivo Repucom S. A. en 2014.

## Historia

### Fundación y primeros años (1897-1930)

Los fundadores/futbolistas de la Juventus F. C. con la primera indumentaria del club.

La Juventus Football Club fue fundada el 1 de noviembre de 1897 con el nombre de «Sport Club Juventus», por un grupo de estudiantes locales, del Liceo classico Massimo d'Azeglio, que solían reunirse en torno a una banqueta de una Plaza de Armas cercana (la cual se encuentra actualmente en la sede del club). Su primer uniforme, el cual usó durante sus primeros seis años, estuvo compuesto por una chaqueta de color rosa con pañuelo o corbata negra y un pantalón corto también de color negro.
Bajo el nombre de «Foot-Ball Club Juventus», la sociedad se inscribió oficialmente en la Federación Italiana de Fútbol el 11 de mayo de 1900 y debutó en la tercera edición del Campeonato Federal, pero no superó la fase eliminatoria (derrota 1:0 contra el F. C. Torinese). Fue en 1905, durante la presidencia del empresario textil suizo Alfred Dick, que el club conquistó por primera vez el campeonato nacional, ante el Genoa en el encuentro decisivo del grupo final del campeonato, con veinticinco triunfos, cinco empates y cuatro derrotas; y setenta y nueve goles a favor.
Un año después Alfred Dick que estaba meditando sobre la posibilidad de llevar el equipo al extranjero, incluso cambiarle el nombre a la sociedad por Jugend Fussballverein, tras diversas discusiones con los socios del club, decidió renunciar a la presidencia para fundar, (con el apoyo de algunos futbolistas y accionistas disidentes) el Foot-Ball Club Torino. Por lo tanto, el equipo bianconero se quedó con pocos futbolistas y escasos recursos financieros, generando un período crítico en la economía del club que se extendió por un largo tiempo.
El 24 de julio de 1923, la familia Agnelli, propietaria del Grupo Fiat, tomó participación en la Juventus por vez primera a través de la figura de Edoardo Agnelli, hijo del fundador de la empresa y electo presidente de la sociedad. En esa misma temporada se produjo el debut del guardameta Gianpiero Combi, junto a Virginio Rosetta (quien llegó al club procedente del Pro Vercelli en 1926), Federico Munerati, Aldo Borel, Carlo Bigatto y Giuseppe Grabbi, además de la llegada a la capital piamontesa del primer entrenador en la historia del club, el húngaro Jenő Károly.

### El Quinquenio de Oro (1931-1935)

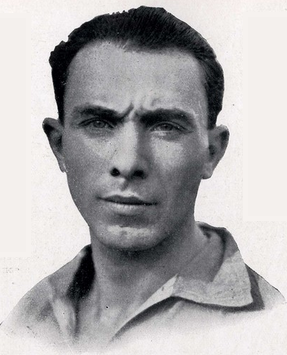
Carlo Carcano, entrenador de la Juventus durante el Quinquenio de Oro.

El Quinquenio de Oro es el período histórico de cinco años de la Juventus comprendido desde la primera mitad de la década de 1930, en la que monopolizó el fútbol en Italia. Formada por destacados futbolistas, incluyendo Gianpiero Combi, Virginio Rosetta, Umberto Caligaris, Giovanni Ferrari y Felice Borel, junto con los oriundos Luis Monti, Raimundo Orsi y Renato Cesarini, la Juventus se convirtió en el primer equipo en la historia del fútbol italiano en ganar cinco campeonatos nacionales consecutivos, títulos obtenidos entre 1930 y 1935. Al mismo tiempo alcanzó las semifinales de la Copa de Europa Central durante cuatro años seguidos, confirmándose como uno de los mejores equipos continentales del período de entreguerras.
El entrenador en cuatro de las cinco temporadas fue Carlo Carcano, uno de los precursores del llamado Método, mientras que muchos de sus jugadores formaron parte de la base de la selección italiana que ganó en dos ocasiones la Copa Internacional de Europa, predecesora de la Eurocopa y, sobre todo, en la Copa Mundial de Fútbol de 1934. En medio de este período de oro, también importante para el enorme impacto social que se generó, la sociedad turinesa inauguró en 1933 el Stadio Comunale. El 14 de julio de 1935, el club sufrió la desaparición de su presidente Edoardo Agnelli en un accidente aéreo acaecido en la ciudad de Génova.

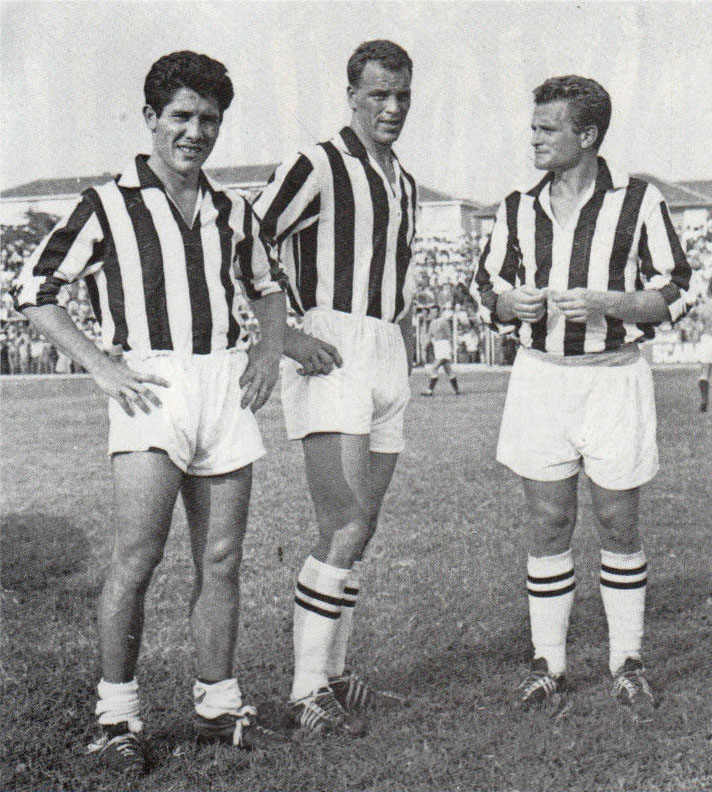
El Trío Mágico compuesto por Omar Sívori, John Charles y Giampiero Boniperti.

### El Trío Mágico (1957-1961)
En 1957, durante la presidencia de Umberto Agnelli, (hermano menor de Gianni), arribaron al club el delantero argentino Omar Sívori, procedente de River Plate y el galés John Charles, procedente del Leeds United, quienes ayudaron a Giampiero Boniperti, en la función de enganche, a formar un trío de ataque conocido en Italia como el Trío Mágico.
Ellos fueron importantes en la conquista del décimo scudetto con cincuenta y un puntos y por tanto, de la primera Estrella de Oro al Mérito Deportivo otorgada por la Federación Italiana de Fútbol, juntos consiguieron tres campeonatos de Serie A y dos Copas de Italia. El club ganó el campeonato y la Copa Italia en 1960, con cincuenta y cinco puntos en la liga y en la copa, con victoria final 3:2 ante la Fiorentina. En 1961, con los seis goles anotados por Sivori (Balón de Oro esa misma temporada) en el 9:1 al Inter de Milán, la Juve conquistó la liga totalizando cuarenta y nueve puntos, y al final de la temporada, Boniperti se retiró tras jugar dieciséis años en el club.

### El Ciclo Legendario de Trapattoni (1972-1986)

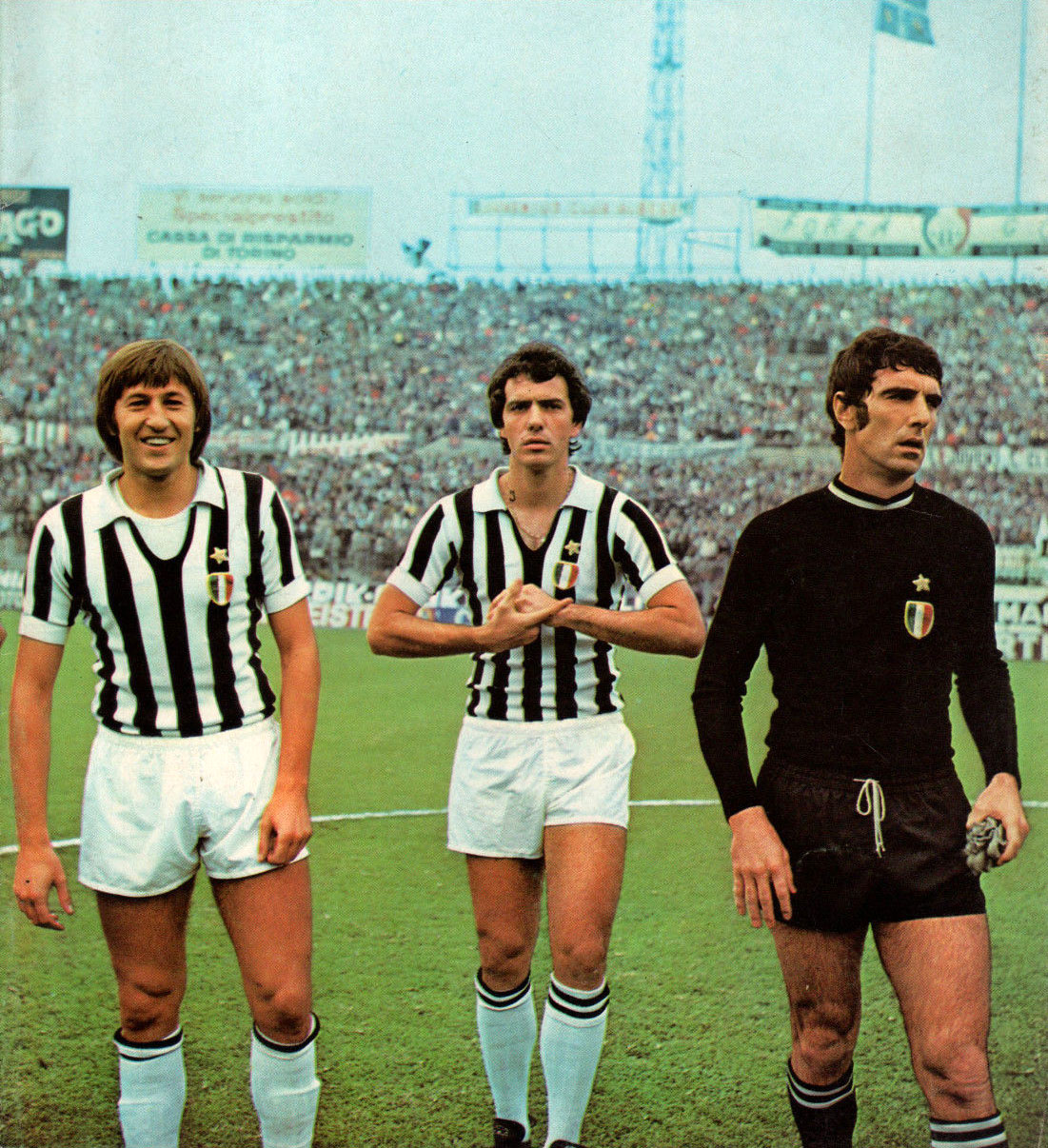
Marchetti, Bettega y Zoff en 1973.

Con la figura del exfutbolista juventino Giampiero Boniperti asumiendo la presidencia del club el 13 de julio de 1971, se abrió un gran ciclo de éxitos para la vecchia signora, el denominado Ciclo Legendario. El plan de trabajo de Boniperti consistió en fichar a los mejores futbolistas del campeonato nacional, esta etapa estuvo caracterizada por la conformación de los futuros futbolistas claves del proceso, al club llegaron Dino Zoff, Fabio Capello, Roberto Bettega, Franco Causio, Giuseppe Furino, Claudio Gentile, entre otros.
En esa misma temporada, el club alcanzó por primera vez en su historia la final de la Copa de Campeones de Europa, en Belgrado, donde cayó 1:0 ante el Ajax de los Países Bajos. La nueva década, con Giovanni Trapattoni en el banquillo, se inició con éxitos, la Juventus obtuvo los campeonatos de las temporadas 1980-81 y 1981-82 (el vigésimo), tras la obtención de este último, se le otorgó al club la segunda Estrella de Oro al Mérito Deportivo, con el aporte de futbolistas como el centrodelantero Paolo Rossi (ex-canterano del club), Domenico Marocchino y Giuseppe Galderisi.

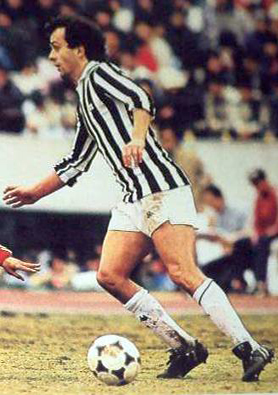
Michel Platini tres veces máximo goleador de la Serie A.

En la temporada siguiente la sociedad se clasificó en el segundo puesto de la liga, logró el título en la Copa Italia pero fue derrotado en la final de la Copa de Campeones de Europa disputada en Atenas ante el Hamburgo de Alemania. En la campaña de 1983-84, el club conformó un equipo donde destacaban Stefano Tacconi, Cesare Prandelli, Michel Platini, Zbigniew Boniek, Massimo Bonini, Gaetano Scirea, Sergio Brio y Antonio Cabrini, en esa misma temporada, el equipo obtuvo el scudetto (con cuarenta y tres puntos) y la Recopa de Europa en Basilea, con marcador de 2:1 ante el Oporto el 16 de mayo de 1984.
En la temporada del 85, la Juventus obtuvo la Supercopa de Europa en Turín, con marcador de 2:0 frente al Liverpool (16 de enero de 1985), y la Copa de Europa en Bruselas el 29 de mayo, por 1:0 ante el mismo rival, con el cual el club se consagró como el primero en la historia del fútbol europeo en conquistar las tres principales competiciones organizadas por la UEFA, hecho por el cual la Unión Europea de Asociaciones de Fútbol le confirió en reconocimiento la Placa de la UEFA en Ginebra (Suiza) el 12 de julio de 1988.
El 29 de mayo de 1985 ocurrió la Tragedia de Heysel en el estadio del mismo nombre de la capital belga, en la cual perecieron treinta y nueve aficionados del club ante la arremetida de los hooligans del Liverpool inglés. El 8 de diciembre del mismo año, la Juve conquistó la Copa Intercontinental, el primer título mundial interclubes en su historia, en Tokio, derrotó 6:4 (4:2 por penales, 2:2 en tiempo regular) al Argentinos Juniors, erigiéndose como el primer club en el mundo en ganar todas las competiciones internacionales posibles.

### La época dorada de Marcello Lippi (1990-1999)
El abogado italiano Vittorio Caissotti di Chiusano llegó a la presidencia del club en 1990; y a partir de ese año, el club comenzó a disputar sus encuentros de local en el Stadio delle Alpi (construido para la Copa Mundial de Fútbol de 1990), el cual pasó a ser propiedad definitiva del club en el año 2004. Con Luigi Maifredi como entrenador, arribaron al club futbolistas como Júlio César da Silva, Paolo Di Canio, Roberto Baggio y Thomas Häßler. En esa temporada, el club alcanzó las semifinales de la Recopa de Europa, donde fue eliminado por el F. C. Barcelona.
En la temporada 1991-92, el técnico Giovanni Trapattoni regresó a la Juve, y con él en el banquillo, el club nuevamente obtuvo su nivel competitivo. A pesar de esto perdió la final de la Coppa Italia contra el Parma. En la siguiente temporada, el equipo fue reforzado con Andreas Möller y Gianluca Vialli y obtuvo por tercera vez en su historia la Copa de la UEFA y en la liga ocupó el cuarto lugar. Procedente del Napoli, Marcello Lippi se hizo cargo de la Juventus en 1994. La sociedad, después de nueve años sin victorias en el campeonato, logró el segundo doblete de su historia. Además de ganar el scudetto de la temporada 1994-95 con noventa y seis goles a favor, setenta y tres puntos, diez puntos de ventaja respecto al segundo, la S. S. Lazio, y obtuvo su novena Copa Italia.

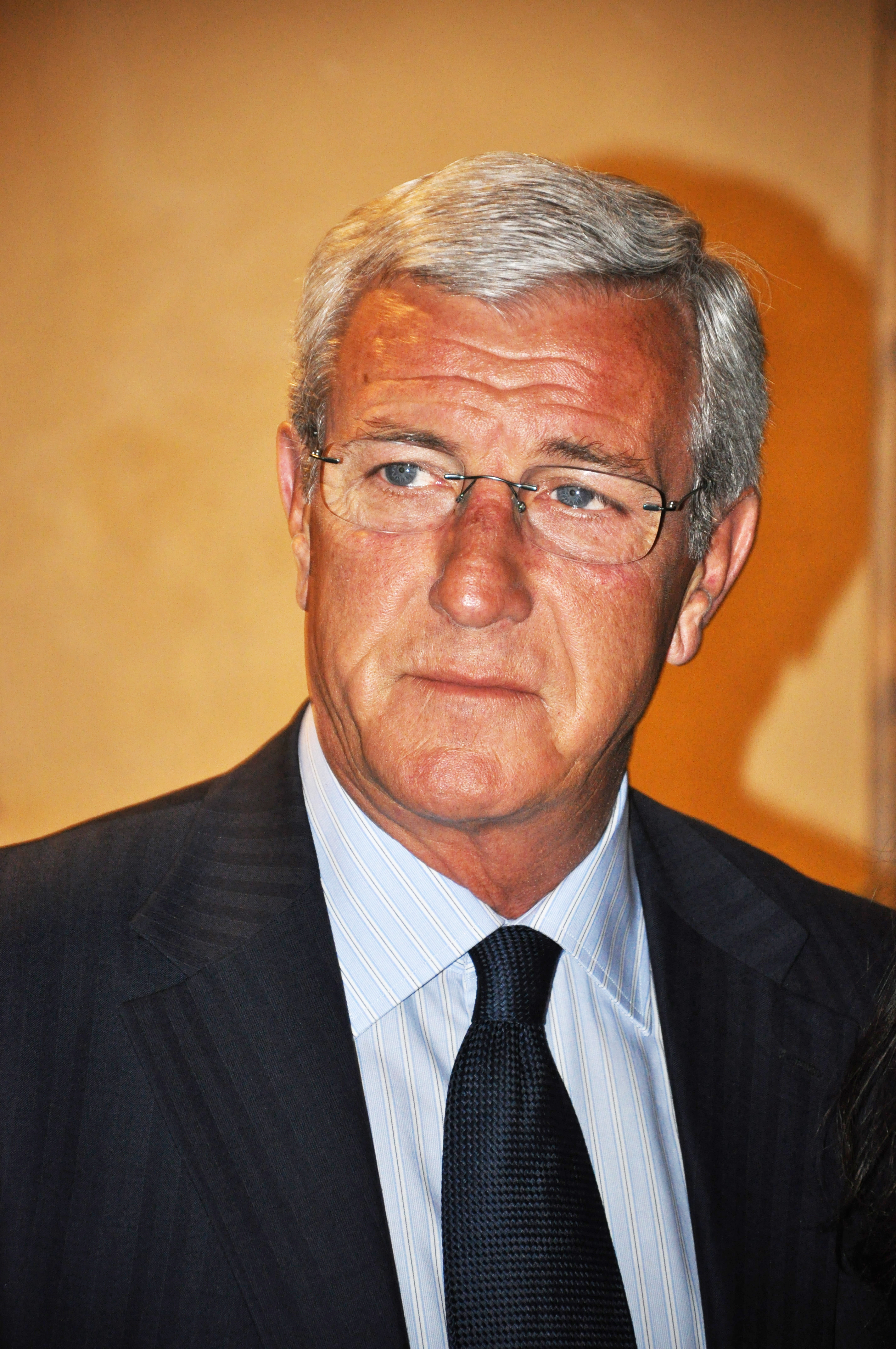
Marcello Lippi, entrenador del club entre 1994 -1999 y 2001-2004. Ganador de 13 títulos.

Al año siguiente, la Juventus, que incluía en su equipo a futbolistas como Gianluca Vialli, Fabrizio Ravanelli, Paulo Sousa, Alessandro Del Piero, Angelo Peruzzi, Didier Deschamps, Antonio Conte, Ciro Ferrara y Gianluca Pessotto, conquistaron el último trofeo que le faltaba al club, la Supercopa de Italia (un trofeo creado por la Federación Italiana de Fútbol en 1988, siguiendo el modelo de la Supercopa de la UEFA).
En el plano internacional, tras nueve años de ausencia, participó en la Copa de Europa (rebautizada desde 1993 como Liga de Campeones de la UEFA) y, tras eliminar en cuartos de final al Real Madrid (0:1 en Madrid, 2:0 en Turín), obtuvo el torneo (final jugada en Roma) ante el Ajax de Ámsterdam (1:1 en tiempo regular; 4:2 por tiros desde el punto penal). Este triunfo en la Copa de Europa le permitió a la Juventus disputar la Copa Intercontinental y la Supercopa de Europa, las cuales ganó tras derrotar a River Plate y Paris Saint-Germain respectivamente.
Para la temporada 1996-97 la Juventus reforzó su plantilla fichando a jugadores como Alen Bokšić, Zinedine Zidane, Paolo Montero, así como los italianos Christian Vieri, Nicola Amoruso y Raffaele Ametrano, con la finalidad de revalidar el título de la Copa de Europa y pelear por los títulos nacionales. Lograron ganar la liga con solo dos puntos de ventaja sobre el Parma y la Supercopa de Italia ante el Vicenza por 3:0. A nivel continental disputaron por segundo año consecutivo la final de la Liga de Campeones, sin embargo en esta ocasión el equipo alemán Borussia Dortmund salió victorioso tras derrotar a los bianconeros por 3:1.
En la siguiente campaña la Juventus volvió a ganar por segundo año consecutivo la Serie A, y disputó por tercera ocasión consecutiva la final de la Liga de Campeones, siendo derrotados esta vez por el Real Madrid por marcador de 1:0. Mientras que en la Supercopa de Italia fueron vencidos por la Lazio por marcador de 2:1. En 1999 Marcello Lippi dejó la escuadra turinesa tras conquistar nueve títulos en cinco años.

### El segundo ciclo de Lippi y el escándalo de Calciopoli (2001-2006)

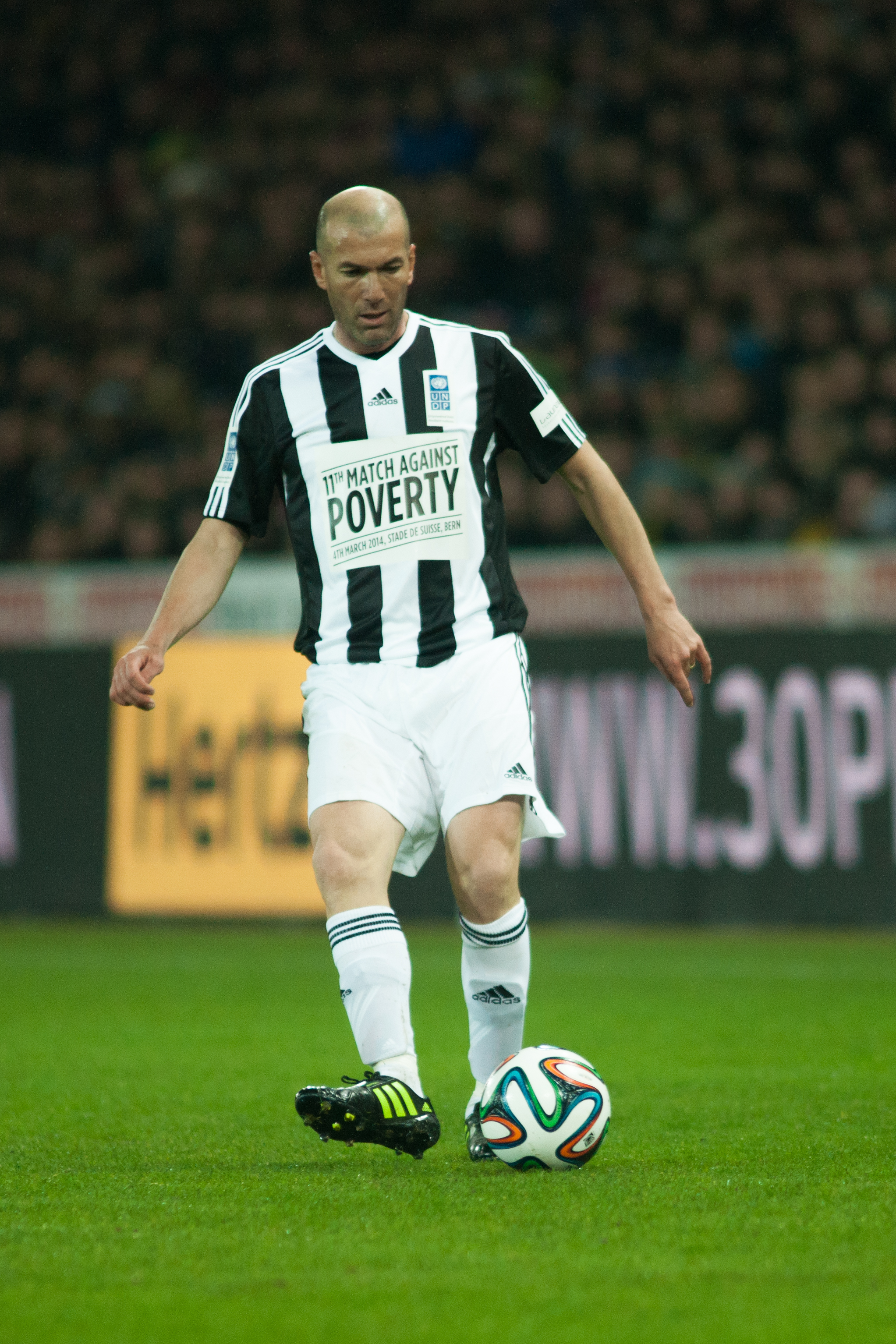
Zinedine Zidane el fichaje más costoso de la historia desde 2001 hasta 2009.

Tras tres temporadas sin obtener títulos, Vittorio Caissotti di Chiusano (presidente del club en ese momento) decidió contratar a una serie de futbolistas para renovar la plantilla, entre los que se encontraban el guardameta Gianluigi Buffon, el lateral derecho Lilian Thuram (ambos ex-Parma) y el centrocampista checo Pavel Nedvěd (ex-Lazio). En agosto de 2001, Zinedine Zidane fue transferido al Real Madrid de España, por la suma de 77,5 millones de euros (hasta ese momento y durante ocho años fue el fichaje más costoso de la historia). Mientras que Marcello Lippi regresó a la dirección técnica del equipo, logrando ganar el título de la temporada 2001-02 y la Supercopa de Italia 2002 ante el Parma.
En la temporada 2002-03, después de obtener su tercera Supercopa de Italia contra el Parma, la Juventus logró el campeonato de la liga con dos días de antelación, y disputó la final de la Liga de Campeones, tras superar al F. C. Barcelona en los cuartos de final (1:1 en Turín y 1:2 en Barcelona) y al Real Madrid en semifinales (2:1 en el Estadio Santiago Bernabéu y 3:1 en el Stadio delle Alpi). Disputando por séptima ocasión la final del torneo, realizado en Mánchester, el equipo cayó 2:3 en la definición por penales ante el A. C. Milan, luego de empatar sin goles en el tiempo regular y suplementario. En 2004, Marcello Lippi dio por concluida su segunda etapa en el club para dirigir a la selección de fútbol de Italia, logrando ganar en sus dos periodos un total trece títulos.
En junio de 2006, la Juventus inauguró su nuevo Juventus Center, ubicado en la localidad de Vinovo (en las afueras de la ciudad de Turín). Ese mismo mes, a raíz del escándalo de interceptaciones telefónicas ilegales e influencia en la designación de árbitros del fútbol italiano (denominado Calciopoli), unas operaciones dirigidas principalmente por Luciano Moggi, director general del club entre 1994 y 2006, la familia Agnelli decidió nombrar a un nuevo Consejo de Administración (destacando el empresario Giovanni Cobolli Gigli como nuevo presidente de la sociedad y los exfutbolistas, Marco Tardelli y Gianluca Pessotto).

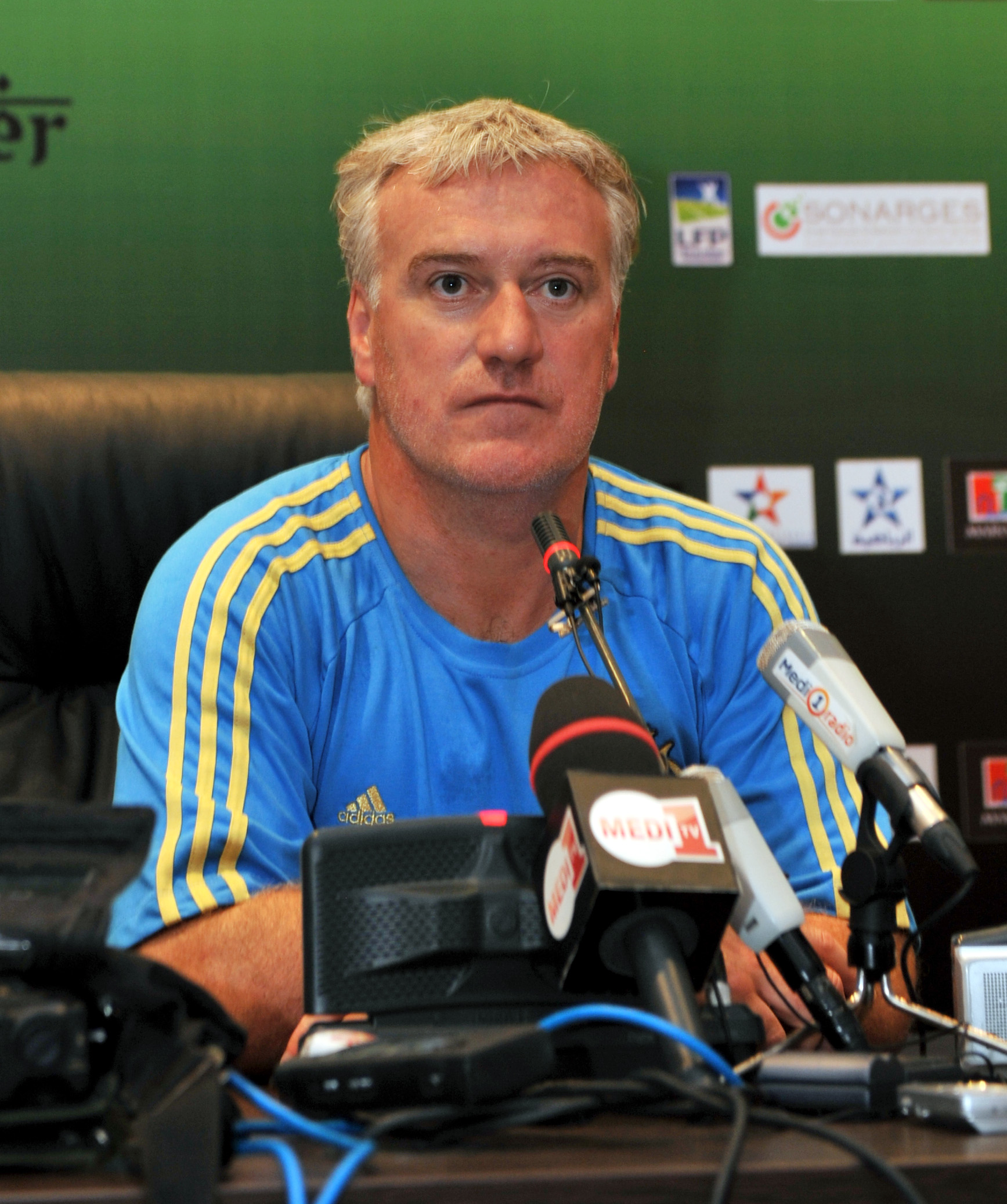
Didier Deschamps, encargado de dirigir al club en la Serie B.

Didier Deschamps, reemplazó en la dirección técnica a Fabio Capello, convirtiéndose en el primer entrenador del club de origen no italiano después de treinta y tres años. El 14 de julio de 2006, en torno a las 21:00 (CET) se publicó el fallo en primera instancia que indicaba el descenso administrativo a la Serie B de la sociedad, la revocación del scudetto de la temporada 2004-05 y la no asignación del scudetto del campeonato 2005-06.
Luego de la apelación de los clubes implicados ante el Tribunal de Justicia de la Federación Italiana de Fútbol, la penalización por puntos se redujo de treinta a diecisiete y el descenso a la Serie B (el descenso a la Serie B fue una sanción que solo se le aplicó al club bianconero), de manera similar a las sanciones asignadas a los otros tres clubes implicados: Lazio, Fiorentina y Milan. El descenso hizo que la Juventus perdiera varios futbolistas importantes como Fabio Cannavaro, Lilian Thuram, Gianluca Zambrotta, Zlatan Ibrahimović, entre otros.
En lo deportivo, el club, sumó ochenta y cinco puntos en cuarenta y dos encuentros disputados en la Serie B (veintiocho victorias, diez empates y cuatro derrotas, incluyendo además una sanción disciplinaria de nueve puntos al inicio del torneo, con lo que hubiese cosechado 94 puntos en lugar de 85) y conquistó el campeonato, por lo que ascendió a la Serie A para disputar la temporada 2007-08. El 4 de junio de 2007, Claudio Ranieri fue nombrado oficialmente como entrenador de la Juve.

### La vuelta a la Serie A

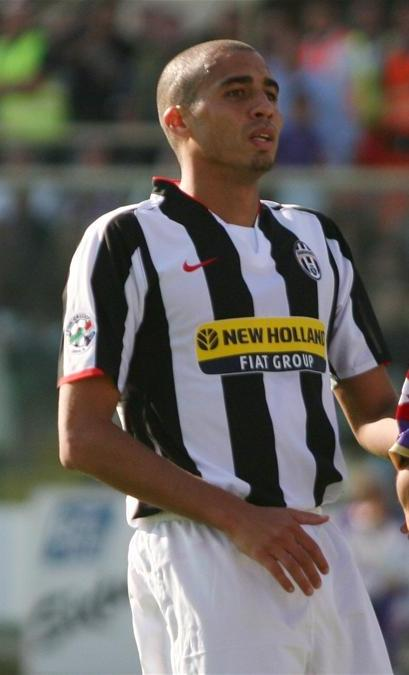
El francés David Trezeguet, delantero de la Juventus en la década de 2000, es el máximo goleador extranjero en la historia del club.

La vuelta de la Juventus a la Serie A, se produjo oficialmente el sábado 25 de agosto de 2007, en un encuentro ante el Livorno, que finalizó con marcador de 5:1 a favor de los bianconeros, y al final de la temporada ocupó la tercera posición en el campeonato, detrás del Inter de Milán y de la Roma. En la campaña 2008-09 tuvo que disputar la liguilla de clasificación para la Liga de Campeones gracias al tercer puesto conseguido en la temporada anterior. En esta fase se enfrentó al F. C. Petržalka, ganando la serie por un resultado global de 5:1, clasificándose en el grupo H junto con el Real Madrid, el Zenit de San Petersburgo y el BATE Borísov.
Terminó en el primer lugar del grupo junto al Real Madrid con doce puntos dejando atrás al Zenit y al BATE. En los octavos de final se enfrentó con el Chelsea perdiendo la serie y quedando eliminados por un resultado global de 3:2. En el plano local la temporada estuvo plagada de buenos y malos resultados, los cuales condujeron al despido del técnico Claudio Ranieri, siendo este reemplazado por el técnico interino Ciro Ferrara exjugador del Napoli y de la Juventus. Finalmente la temporada terminó con un segundo puesto en la tabla de posiciones junto al Milan con setenta y cuatro puntos debajo del Inter con diez puntos más.
En la temporada 2009-10 el club finalizó séptimo en la tabla, siendo eliminado en cuartos de final de la Copa Italia por el Inter de Milán. Culminó tercera del grupo A de Liga de Campeones por detrás del Girondins de Burdeos y del Bayern de Múnich, disputando la Liga Europa de la UEFA (anteriormente Copa de la UEFA) por primera vez desde el año 2000. Para la temporada 2010-11 la sociedad contrató al técnico italiano Luigi Delneri.
El 28 de agosto de 2010 tras 171 goles en 320 encuentros abandonó el club el delantero francés David Trezeguet, que fichó por el Hércules de la Primera División de España. La Juventus finalizó séptima en Liga y fue eliminada en cuartos de final de la Copa Italia por la Roma. En la Europa League finalizó tercera en su grupo con seis puntos, fruto de seis empates.

### Nueve scudetti consecutivos (2011–2020)
El 31 de mayo de 2011 se hizo oficial la contratación del exjugador bianconero Antonio Conte como nuevo entrenador, en sustitución de Delneri. Después de dos años de obras, el 8 de septiembre de 2011 se inauguró el Juventus Stadium, convirtiendo a la Juventus en el primer club de Italia en tener un estadio en propiedad.Con Conte como entrenador, la Juventus permaneció invicta durante toda la temporada 2011-12 de la Serie A. Hacia la segunda mitad de la temporada, el equipo competían principalmente con sus rivales del norte, el Milan, por el primer lugar en una reñida contienda. La Juventus ganó el título en la 37ª jornada tras vencer al Cagliari 2-0 y con la derrota del Milan ante el Inter 4-2.
Después de una victoria 3-1 en la última jornada contra el Atalanta, la Juventus se convirtió en el primer equipo en terminar la temporada invicto en el actual formato de 38 partidos. En la Serie A 2013-14, la Juventus ganó su tercer scudetto consecutivo con un récord de 102 puntos y 33 victorias. El título fue el 30º campeonato oficial de liga en la historia del club. También alcanzaron las semifinales de la UEFA Europa League 2013-14, donde fueron eliminados en casa contra el catenaccio del Benfica con diez hombres, perdiéndose la final de la UEFA Europa League 2014 en el Juventus Stadium.

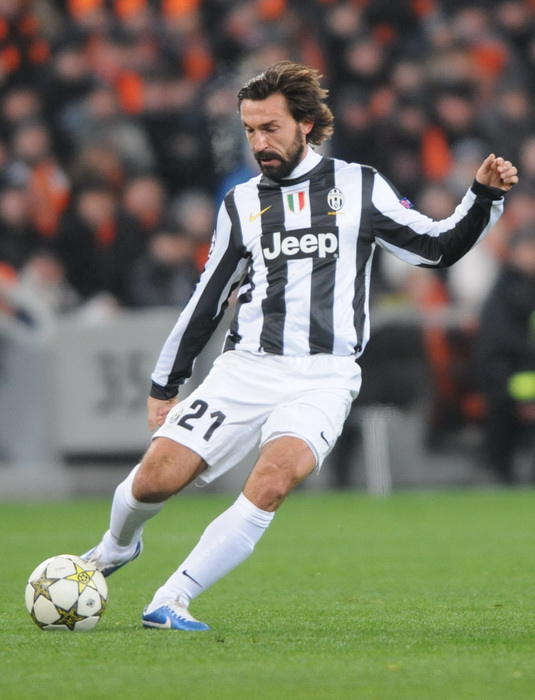
Andrea Pirlo jugando para la Juventus en 2012.

En la Serie A 2014-15, Massimiliano Allegri fue nombrado entrenador, con quien la Juventus ganó su 31º título oficial, convirtiéndose en el cuarto consecutivo, así como logrando un récord de décima Coppa Italia, tras vencer a la Lazio 2-2 en la final, para conseguir el doblete nacional. El club también venció al Real Madrid 3-2 en el global en las semifinales de la UEFA Champions League 2014-15 para enfrentarse al Barcelona en la final de la en Berlín, siendo la primera vez desde la UEFA Champions League 2002-03. La Juventus perdió la final contra el Barcelona 3-1.

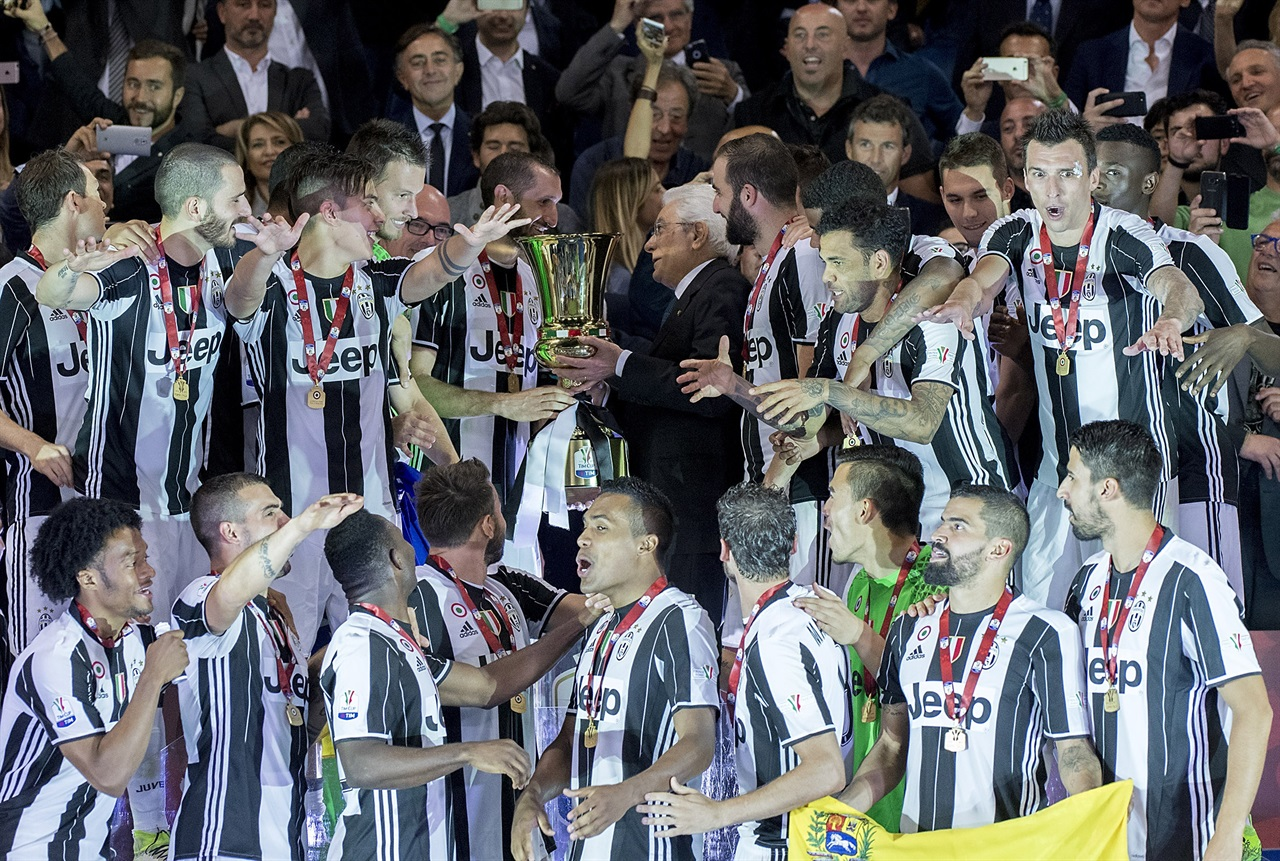
El capitán de la Juventus, Giorgio Chiellini, recibe la Copa Italia 2016-17 de manos de Sergio Mattarella, presidente de Italia.

En la final de la Copa Italia 2016, el club ganó el título por undécima vez y segundo triunfo consecutivo, convirtiéndose en el primer equipo en la historia de Italia en ganar dobles de Serie A y Copa Italia en temporadas consecutivas. En la final de la Copa Italia 2017, la Juventus ganó su 12º título de Copa Italia en una victoria 2-0 sobre la Lazio, convirtiéndose en el primer equipo en ganar tres títulos consecutivos. Cuatro días después, el 21 de mayo, la Juventus se convirtió en el primer equipo en ganar seis títulos consecutivos de Serie A. En la final de la UEFA Champions League 2017, su segunda final de Champions League en tres años, la Juventus fue derrotada 1-4 por los campeones defensores Real Madrid; la estampida de Turín de 2017 ocurrió diez minutos antes del final del partido. En la final de la Copa Italia 2018, la Juventus ganó su 13º título y cuarto consecutivo en una victoria 4-0 sobre el Milan, ampliando el récord histórico de títulos sucesivos de Copa Italia. La Juventus luego aseguró su séptimo título consecutivo de Serie A, ampliando el récord histórico de triunfos sucesivos en la competición.
La Juventus, ansiosa por asegurar el título de la Liga de Campeones, fichó a Cristiano Ronaldo por 117 millones de euros procedente del Real Madrid el 10 de julio de 2018. En Italia, el fichaje fue denominado como el "trato del siglo". Para la Juventus, la contratación de Ronaldo iba más allá del fútbol; representaba un paso hacia la elevación del estatus del club como un negocio global. Deloitte clasificó a los clubes más ricos del mundo a principios de año y la Juventus ocupó el décimo lugar; al aprovechar el enorme seguimiento en redes sociales y el atractivo comercial de Ronaldo, el club esperaba cerrar la brecha financiera con clubes como el Real Madrid, el Barcelona y el Manchester United. En la Supercopa de Italia 2018, que se celebró en enero de 2019, la Juventus y el Milan, que estaban empatados en títulos de la Supercopa Italiana con siete cada uno, se enfrentaron; la Juventus ganó su octavo título tras vencer al Milan 1-0.
En abril de 2019, la Juventus aseguró su octavo título consecutivo de la Serie A, ampliando aún más el récord histórico de triunfos sucesivos en la competición. Tras la salida de Allegri, Maurizio Sarri fue nombrado entrenador del club antes de la temporada 2019-20. La Juventus fue confirmada como campeona de la Serie A 2019-20, alcanzando un hito sin precedentes de nueve títulos de liga consecutivos. Ronaldo fue clave para la continuación del éxito doméstico de la Juventus; logros notables incluyen alcanzar los 100 goles en la Serie A más rápido que cualquier otro en la historia de la liga. También igualó el récord partidos consecutivos anotando gol en la Serie A con 11.
Historia reciente (2020–presente)

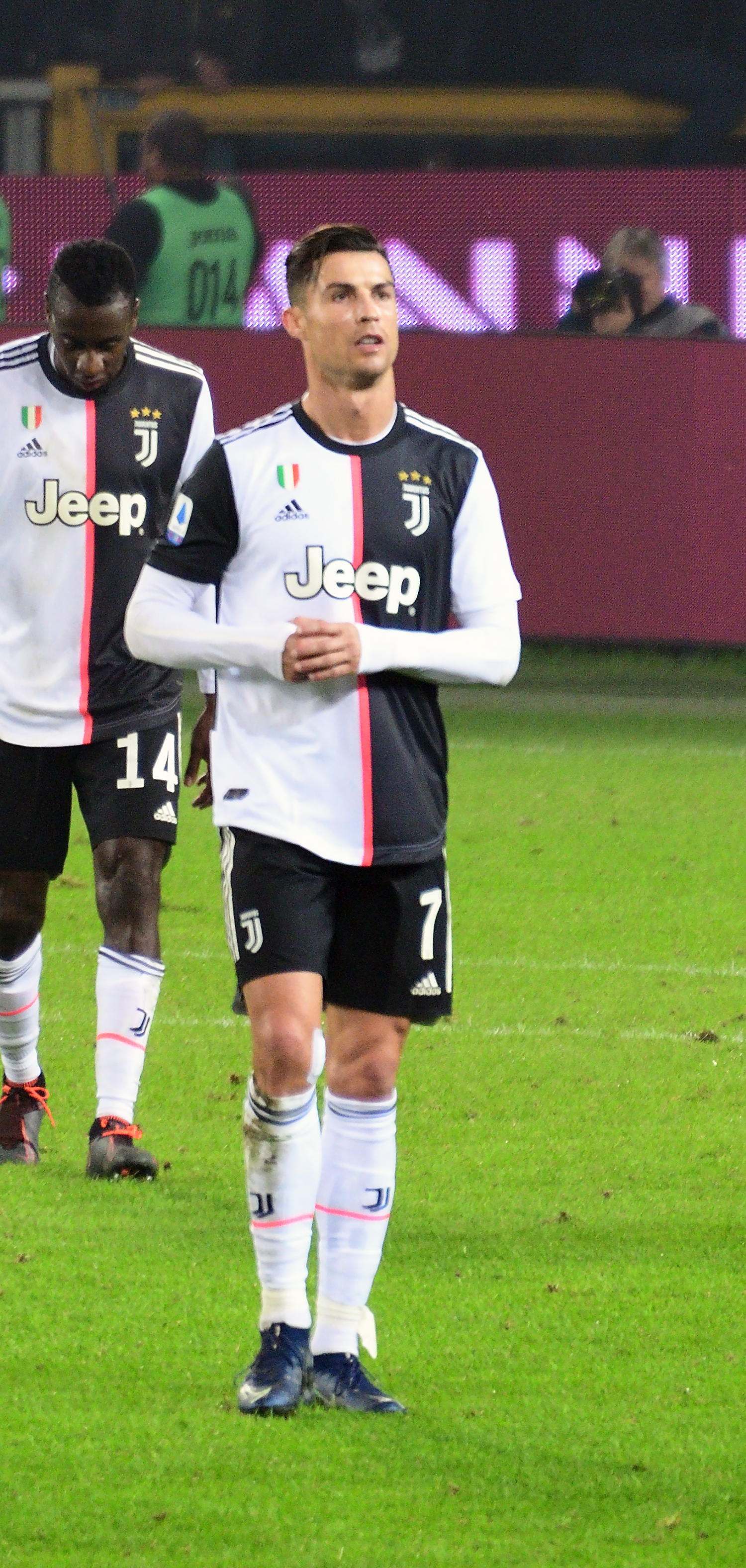
El fichaje de Cristiano Ronaldo en 2018 fue el más caro en la historia del club.

El 8 de agosto de 2020, Sarri fue despedido de su puesto como entrenador, un día después de que la Juventus fuera eliminada de la UEFA Champions League 2019–20 por el Lyon. Ese mismo día, se anunció al exjugador Andrea Pirlo como el nuevo entrenador, firmando un contrato de dos años. En la Supercopa de Italia 2020, que se celebró en enero de 2021, la Juventus ganó su noveno título tras una victoria de 2–0 contra el Napoli. Con la victoria del Inter de Milán en la Serie A 2020–21, la racha de nueve títulos consecutivos de la Juventus llegó a su fin; el club logró asegurar un cuarto lugar en el último día de la liga, lo que le otorgó a la Juventus la clasificación para la Champions League de la siguiente temporada. En la final de la Copa Italia 2021, la Juventus ganó su 14º título.
El 28 de mayo, la Juventus despidió a Pirlo de su puesto como entrenador y anunció el regreso de Allegri al club como entrenador tras dos años fuera de la gestión, con un contrato de cuatro años. Durante las tres temporadas en las que estuvo Ronaldo, el máximo goleador de todos los tiempos de la Champions League, la Juventus decepcionó al no ganar el torneo. Ronaldo dejó el club para unirse al Manchester United a finales de 2021. Aunque Allegri había considerado la victoria del scudetto como un objetivo de temporada, la Juventus alcanzó nuevamente el cuarto lugar en la liga.
Después de perder 4–2 en tiempo extra contra el Inter de Milán en la final de la Copa Italia 2022, la temporada 2021–22 de la Juventus marcó la primera temporada desde 2010–11 en la que el club no ganó un trofeo. En la temporada 2022–23, la Juventus tuvo una victoria y cinco derrotas en su grupo de la Champions League, logrando su peor puntuación (3 puntos) y el mayor número de derrotas en la fase de grupos de la competición. Gracias a una mejor diferencia de goles sobre el Maccabi Haifa, el equipo terminó tercero y descendió a la Europa League, donde fue derrotado 2–1 por el Sevilla en la semifinal.
El 28 de noviembre de 2022, toda la junta directiva renunció a sus respectivos cargos, incluyendo a Andrea Agnelli como presidente, Pavel Nedvěd como vicepresidente y Maurizio Arrivabene como CEO. La presidencia de Agnelli fue la más exitosa en la historia del club, con 19 títulos ganados. Exor, el accionista controlador del club, nombró a Gianluca Ferrero como su nuevo presidente antes de la reunión de accionistas del 18 de enero de 2023.
Dos días después, tras ser absueltos por el Tribunal de Apelación de la FIGC en abril-mayo de 2022, a la Juventus se le descontaron 15 puntos como castigo por violaciones de ganancias de capital, como parte de una investigación relacionada con los presupuestos 2019–2021 durante la pandemia de COVID-19. Esta sanción fue más severa que la recomendada por el fiscal de la FIGC, quien dijo que en la clasificación la Juventus "debe terminar detrás de la Roma, fuera del área de la Copa Europea". La penalización causó un alboroto y protestas entre los aficionados de la Juventus, quienes cancelaron o amenazaron con cancelar sus suscripciones a Sky Sport y DAZN.
Tras la apelación de la Juventus, la decisión fue revertida inicialmente el 20 de abril de 2023, pero el club recibió una nueva sanción, esta vez de diez puntos, el 22 de mayo. En el marco de la investigación de la FIGC, el 29 de mayo, la Juventus propuso un acuerdo de culpabilidad por su contabilidad falsa sobre los salarios del personal; la solicitud fue aceptada un día después y la Juventus solo recibió una multa de €718,240 sin ninguna otra penalización. La Juventus terminó la Serie A 2022–23 en séptimo lugar y se clasificó para la UEFA Europa Conference League con 62 puntos.
Sin embargo, el 28 de julio, la UEFA expulsó a la Juventus de sus competiciones durante un año por violar un acuerdo de conciliación con la UEFA firmado en agosto de 2022. La temporada 2023–24 fue la primera en la que la Juventus no participó en competiciones de la UEFA desde 2011–12. Debido a su prohibición de competición de la UEFA, la Juventus solo tuvo el título de la Serie A y la Coppa Italia para jugar durante la temporada 2023–24. En la Serie A, la Juventus terminó la temporada en tercer lugar con 71 puntos, clasificándose para la Champions League, pero terminó la temporada 23 puntos detrás de un dominante Inter de Milán.
El 15 de mayo de 2024, en la Coppa Italia, la Juventus llegó a la final donde se enfrentó al Atalanta. La Juventus ganó la final 1–0 tras un gol temprano de Dušan Vlahović, ganando al club de Turín su 15º título de la Coppa Italia. Sin embargo, el partido no estuvo exento de controversia, ya que el entrenador Massimiliano Allegri fue expulsado en el tiempo de descuento tras gritarle al cuarto árbitro. Se informó que Allegri, después de dejar el campo, atacó a los árbitros, amenazó a un periodista y despidió al director deportivo Cristiano Giuntoli durante las celebraciones posteriores al partido.A pesar de ganar la Coppa Italia, dos días después de la final, la Juventus anunció que había despedido a Allegri, principalmente debido a su comportamiento durante el partido, que no estaba en línea con los valores del club. La Juventus anunció que el exdefensor Paolo Montero se haría cargo de los últimos dos partidos de liga de la temporada. El 12 de junio de 2024, la Juventus anunció que el exentrenador del Bolonia y mediocampista del Inter de Milán, Thiago Motta, se convertiría en su nuevo entrenador para la temporada 2024–25, con un contrato de tres años.
Así mismo, el 9 de marzo de 2025 en Serie A, terminaron siendo goleados por Atalanta por 0-4 en su propio Estadio, por primera vez desde 1967 frente al Torino. El 23 de marzo, tras lo malos resultados el club despidió a Thiago Motta y en su lugar nombraron a Igor Tudor en su lugar. 

## Presidentes

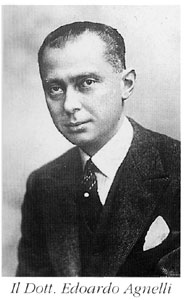
Edoardo Agnelli, presidente de la Juventus desde 1923 hasta 1935.

Desde su fundación en 1897, la Juventus ha sido dirigida a nivel institucional por veinticuatro presidentes y dos comités de gestión. El primer presidente de la sociedad bianconera fue Eugenio Canfari, uno de los fundadores del club. La presidencia más larga fue la Giampiero Boniperti, (símbolo del equipo durante los años 1950), permaneció en el puesto durante diecinueve años, (desde 1971 hasta 1990).
Boniperti, al igual que su sucesor Vittorio Caissotti de Chiusano, presidente desde 1990 hasta 2003, cuenta con el palmarés internacional más prestigioso en la historia del club con los títulos obtenidos en todas las competiciones de clubes de la UEFA. El empresario Umberto Agnelli, electo presidente con tan solo veinte años en 1955, ha sido el más joven en asumir el cargo.
También cabe destacar las presidencias del suizo Alfred Dick y del francés Jean-Claude Blanc, los únicos de origen no italiano en ser elegidos para el cargo más alto del club; en particular, Dick fue el presidente del primer scudetto juventino (1905). Desde 2010 hasta 2022, Andrea Agnelli, hijo de Umberto y nieto de Gianni, permaneció en el cargo, siendo el cuarto miembro de la familia turinesa al frente de la sociedad; Andrea, con 19 trofeos ganados bajo su mandato, cuenta con el palmarés más grande del historia del club; entre los que destacan 9 ligas consecutivas, 5 copas italianas y 5 supercopas.

### Junta directiva
La actual Junta Directiva de la Juventus Football Club está formada por:
| - Presidente: - Gianluca Ferrero. - Director Ejecutivo - Maurizio Scanavino. |  | - Administradores - Laura Cappiello. - Fioranna Vittoria Negri. - Diego Pistone. |

## Símbolos

### Escudo
El actual escudo del club fue presentado oficialmente el 16 de enero de 2017, durante la Semana de la Moda de Milán en el Museo Nacional de la Ciencia y la Tecnología Leonardo da Vinci. Fue creado por la agencia publicitaria Interbrand, presenta un estilo minimalista y futurista — la abstracción gráfica hace que sea replicable en cualquier fondo, característica que lo diferencia de los modelos tradicionalmente utilizados por los clubes europeos (más parecido a un escudo, heredado de la heráldica cívica) — combinando diferentes elementos gráficos utilizados por el club en el pasado: compuesto por un pictograma que reproduce una letra J mayúscula estilizada — insertada en la década de 1940 en las camisetas de los jugadores, y ahora convertida en una marca comercial bianconera — dividida en tres líneas verticales e inspirada en una frase de Gianni Agnelli en relación con la Juventus; esta se curva hasta dibujar y proyectar el borde de un escudo francés antiguo, posponiendo así el scudetto e, implícitamente, a la victoria como el principal objetivo societario — motivo por el cual también es definida como una imagen gestaltica. Por encima del monograma fue incluido horizontalmente el wordmark JUVENTUS escrito con una fuente creada específicamente para el club, denominada Juventus Fans, compuesto por cinco diferentes estilos tipográficos que invoca a su propia tradición industrial, la de los orígenes, en blanco sobre un fondo negro.

### Himno
El himno oficial de la Juventus —el quinto en su historia— lleva por nombre Juve (Storia di un Grande Amore), fue compuesto por Alessandra Torre y Claudio Guidetti, e interpretado por Paolo Belli. El himno fue elegido a través de una competencia llevada a cabo por la sociedad turinesa en 2004 entre sus aficionados.
Además de los himnos históricos de la sociedad, hay otras canciones en homenaje al club como Il cielo è bianconero, Vecchia Signora, Juve facci sognare y Magica Juve, todas de autoría del compositor Francesco De Felice. Otra canción que podemos mencionar es el Juvecentus, ópera de Pierangelo Bertoli, escrita en 1997 con ocasión del centenario de la fundación del club.

### Mascota
A partir de la década de 1980, coincidiendo con la apertura del fútbol italiano a prácticas tales como el marketing y, en particular, al merchandising, la Juventus incluyó dentro de sus símbolos corporativos tradicionales una mascota, especialmente dirigida a los aficionados juventinos de corta edad. Alrededor de 1985 debutó la primera mascota del club, el perro Giampi: un bobtail con un mechón de pelo blanquinegro, uniforme juventino y bandera tricolor. En la temporada 1995-96 llegó Alex una versión caricaturizada de Alessandro Del Piero, este fue seguido en 1999 por la cebra Zig Zag. Desde el año 2015, la mascota oficial es J, una cebra con rasgos antropomórficos, quién puede estar acompañada en eventos infantiles por mascotas únicas de jugadores del primer equipo masculino.

## Uniforme
- Uniforme titular: Camiseta compuesta por franjas verticales en colores alternados blancos y negros con el cuello y el borde de las mangas de color negro, pantalón corto blanco con franjas verticales blancas y negras a cada lado y calcetines blancos con franjas horizontales de color negro.
- Uniforme alternativo: Camiseta negra con el cuello y el borde de las mangas de color blanco, pantalón corto negro con franjas verticales blancas a cada lado y calcetines negros con franjas horizontales de color blanco.

- Tercer uniforme: Camiseta amarilla con una franja horizontal en el pecho de color azul, el cuello y el borde de las mangas de color azul, pantaloneta azul con franjas verticales amarillas a cada lado y calcetines azules con franjas horizontales de color amarillo.

### Origen

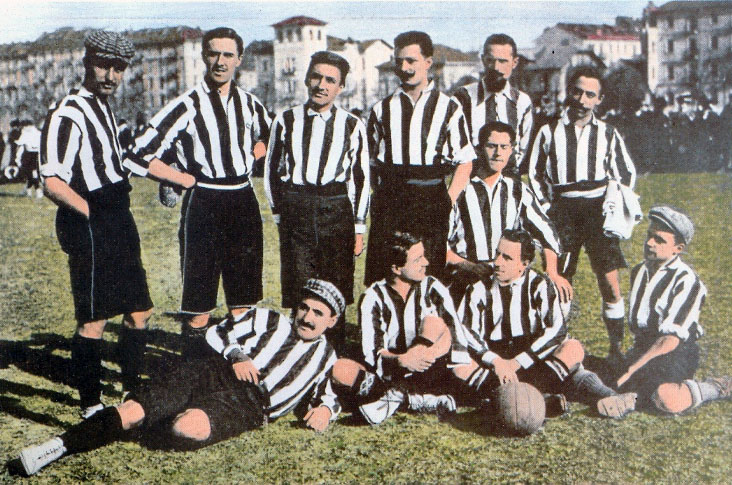
Futbolistas del club en 1908, con el tradicional uniforme usado desde 1903.

Desde su debut oficial en el Campeonato Italiano de Fútbol de 1900, los colores utilizados por la Juventus de Turín en sus uniformes fueron el rosa y el negro, los mismos colores que eran usados en los uniformes deportivos de los estudiantes del Liceo Classico Massimo d'Azeglio donde estudiaban los fundadores y primeros miembros del club.
En 1903, el distribuidor inglés de textiles Gordon Thomas Savage, quien residía en aquel tiempo en Turín, al quedarse sorprendido con el estado del uniforme del club respecto al usado en el primer campeonato nacional, creyó conveniente rediseñar el uniforme e importar desde Inglaterra un mejor equipamiento para el mismo.
Una vez que Savage contactó a un fabricante textil de la ciudad inglesa de Nottingham, le solicitó un nuevo lote de uniformes con los colores originales (rosa y negro), pero el tono pálido del color rosado hizo que el lote de uniformes «manchados» guardase mucha semejanza con el del club Notts County, el fabricante reprodujo por error el uniforme del County (blanco y negro) con ligeras variaciones.
Cuando la encomienda llegó a Turín, ninguno de los futbolistas y miembros del club estuvo conforme con el «nuevo» uniforme (el de colores blancos y negros en franjas verticales) y lo rechazaron, pero tiempo después, ante la inminencia de un nuevo torneo, no tuvieron mayor alternativa que vestirlo.
Es con este uniforme que el equipo empieza a ver sus primeros éxitos y, con el paso del tiempo, pasó a formar parte fundamental de la identidad de la sociedad (por tanto, la mascota del club es una cebra). En homenaje a los orígenes del club, los colores rosado y negro son usualmente parte de la segunda o tercera indumentaria de la sociedad y además el uniforme de colección en homenaje al centenario del club en 1997 (Il Juvecentus) llevaba tales colores.

### Evolución
| Primero | (Ver evolución) | Actual |

## Infraestructura

### Estadio

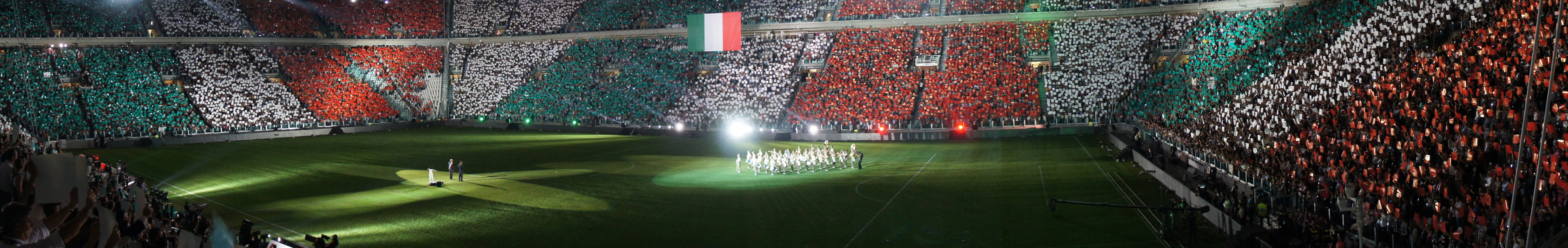
Vista panorámica del Juventus Stadium durante la ceremonia de inauguración.

El Juventus Stadium es el principal recinto de la Juventus Football Club. Se encuentra ubicado en Corso Gaetano Scirea en la ciudad de Turín. Fue diseñado por los estudios arquitectónicos GAU y Shesa. Cuenta con un aforo total para 41 507 espectadores. La inauguración del estadio tuvo lugar el 8 de septiembre de 2011, coincidiendo con las celebraciones por el 150.º Aniversario de la Unificación de Italia. El futbolista bianconero Luca Toni tuvo el honor de anotar el primer gol en el Juventus Stadium, en el encuentro inaugural que enfrentó a la Juventus con el Notts County. El partido finalizó con empate a uno. El primer encuentro oficial se disputó el 11 de septiembre de 2011, con la victoria del club turinés por 4:1 sobre el Parma, en un partido válido por la segunda jornada de la temporada 2011-12.
El 18 de marzo de 2008, la junta directiva del club aprobó la construcción de un nuevo estadio en la misma ubicación donde estaba situado el Stadio delle Alpi. La inversión total tuvo un coste aproximado de 120 000 000 €. La obra, diseñada bajo la coordinación de los arquitectos Gino Zavanella, Eloy Suárez y el ingeniero Massimo Majowecki, fue lanzado oficialmente el 20 de noviembre de 2008 en Lingotto, prevista con una superficie total de 355 000 m² (de los cuales 45 000 fueron utilizados para el estadio, 155 000 para el área de servicios, 34 000 para actividades comerciales y 30 000 para zonas verdes). Todo el edificio es de planta rectangular, está rodeado por dos estructuras semielípticas que albergan restaurantes y bares. El acceso a las tribunas se realiza a través de los puentes específicos incluidos en los distintos sectores del estadio. Cuenta también con palcos Vip —diseñados por Pininfarina— con vistas al jardín.
El estadio está diseñado solo para la práctica de fútbol, por lo que no cuenta con pista de atletismo, el campo de juego se redujo en cerca de cinco metros por debajo de las gradas y no hay barreras o separación física entre las tribunas y el campo. La parte externa del estadio está cubierta por 40 000 láminas de aluminio reflectante y fluctuante, de acuerdo con el diseñador Giugiaro Fabrizio, dan la sensación de una «bandera en movimiento». El peso del techo, diseñado en un túnel de viento, está sostenido por medio de varillas de dos metros. El techo es semitransparente con el fin de garantizar el paso de la luz suficiente para el crecimiento del césped y al mismo tiempo para la protección de los espectadores del sol.

### Centro de entrenamiento
El Juventus Center es el centro deportivo de la Juventus, fue inaugurado en la primavera de 2018 y se encuentra ubicado en la ciudad de Turín. Fue diseñado por el Estudio Rolla y AI Engineering. El complejo, uno de los más modernos del mundo, tiene una superficie de 59 500 m², cuenta con cuatro campos de fútbol de césped natural (uno de ellos cubierto con capacidad para 600 personas). El Juventus Center está formado por un edificio, en una parte, además de los campos de fútbol, se encuentran una piscina, los vestuarios, una sala de fisioterapia y un gimnasio. En la parte restante del edificio se encuentran las oficinas del personal técnico y médico, una sala de conferencias, el centro de medios y los estudios de televisión de Juventus TV.

## Afición
Al igual que la mayoría de hinchadas en Italia, a comienzos del siglo XX el mayor número de partidarios del club bianconero se originaron en la misma ciudad o región donde fue fundado, pero a raíz de sus grandes éxitos en el plano futbolístico y la importante contribución a la selección de fútbol de Italia durante la década de 1930, la afición de la Juventus sufrió un notable crecimiento, volviéndose en poco tiempo la primera con un número importante de seguidores en cada una de las regiones de Italia y, a diferencia de los otros equipos de la región nordoccidental, en las regiones del sur e insulares, una meta consolidada durante la década de 1960 con el incremento de la población migratoria a Turín y, además, con la formación de los primeros grupos de aficionados.

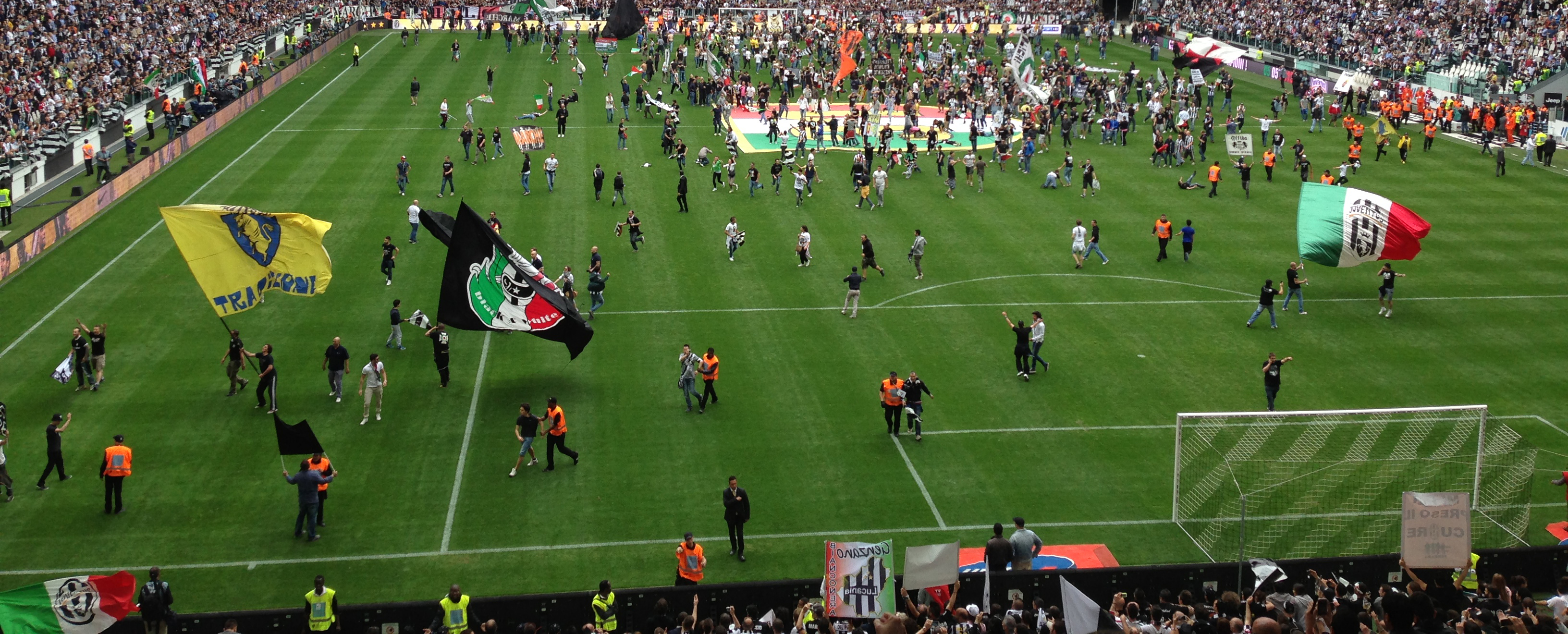
Aficionados del club en el Juventus Stadium.

Los primeros grupos de aficionados juventinos fueron creados a mediados de los años 70. En 1977, Beppe Rossi fundó una agrupación denominada Il Gruppo Storico Fighters, el cual se convirtió en el más importante de la Curva Filadelfia hasta finales de los años 80. Durante la primera mitad de esta década, se crearon numerosos grupos de hinchas como Gioventù Bianconera, Area Bianconera, Indians e Il Viking (fundado en Milán). Estas agrupaciones se unieron bajo la denominación de Nucleo Armato Bianconero.
En 1987, Il Gruppo Storico Fighters fue disuelto, y la mayor parte de sus miembros se unieron a otros grupos de la Curva Filadelfia, formando una nueva agrupación denominada Arancia Meccanica, inspirada en la película homónima del director estadounidense Stanley Kubrick, sin embargo la violencia exhibida en la película forzó al grupo a cambiarse el nombre por Drughi. En 1997 los Drughi dejaron la escena, permitiendo que se formara el Black and White Fighters Gruppo Storico 1977, así el grupo histórico de aficionados juventinos fue refundado veinte años después de su creación.

### Popularidad

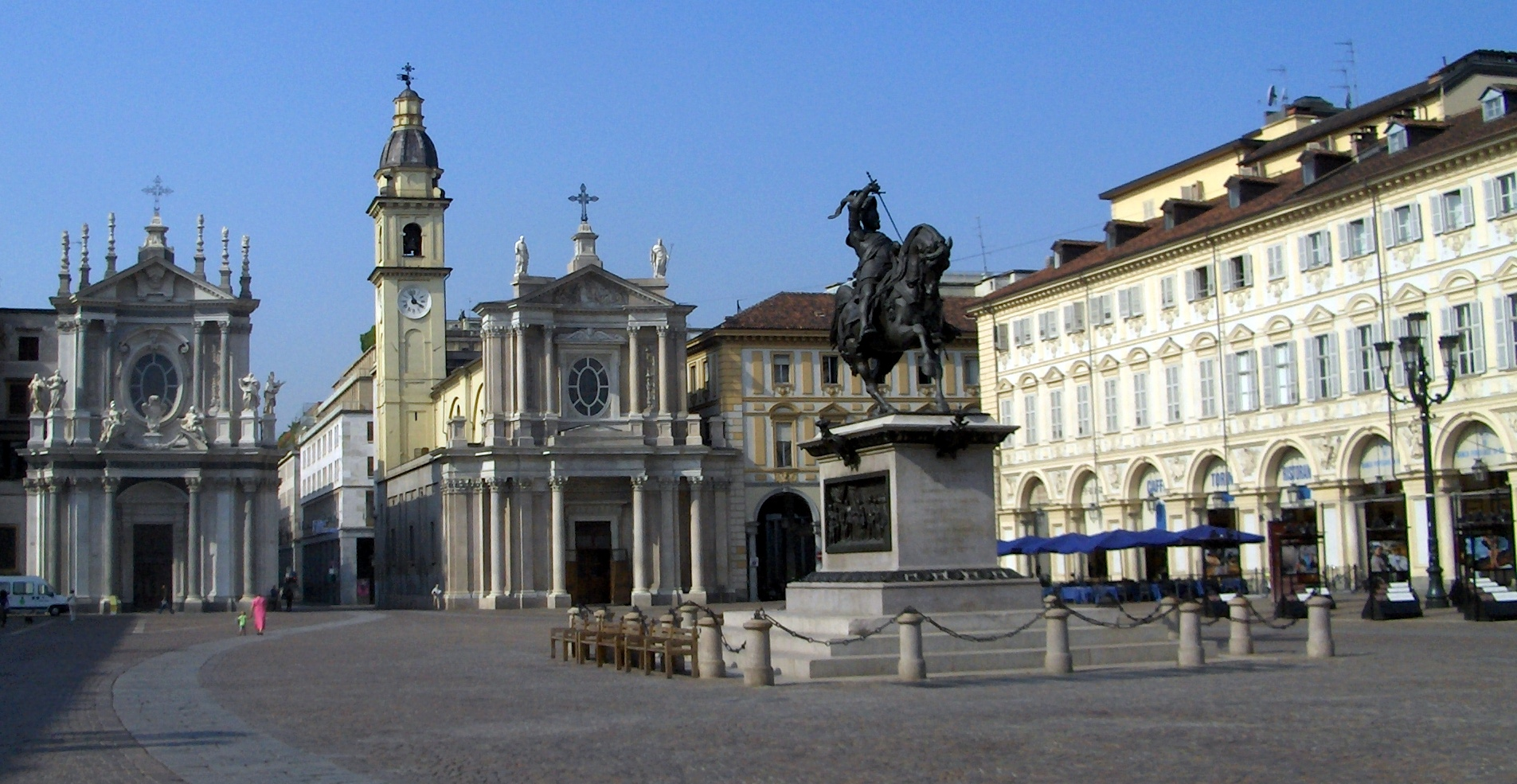
Plaza San Carlo, lugar de encuentro de los aficionados de la Juventus de Turín.

La afición de la Juventus es cuantitativamente la mayor del fútbol italiano con más de 14 millones de aficionados, (uno de cada cinco sobre el territorio italiano), lo que representa un 35 % de preferencias según un sondeo realizado por el Instituto Demos y publicado en el diario La Repubblica en septiembre de 2015.
El equipo turinés es uno de los clubes con más partidarios en el mundo con más de 290 millones —de los cuales 41 millones se encuentran en el territorio europeo— según un informe de la Compañía de Investigación de Mercado Deportivo Repucom S. A. en 2014, la mayor parte de ellos situados en países con un alto número de inmigrantes italianos. La sociedad cuenta con grupos de aficionados en más de veinticinco países.

### Amistades y rivalidades
Desde la década de 1980, los aficionados juventinos mantuvieron una amistad con los seguidores del U. S. Avellino, luego se disolvió por iniciativa de algunos sectores de la afición avellinense a finales de los años noventa. En 1996, se hizo oficial la amistad con los seguidores organizados del Piacenza Calcio, la cual fue terminada siete años más tarde. Fuera de Italia, existen acuerdos de hermanamiento con los aficionados del ADO La Haya de los Países Bajos, Legia de Varsovia de Polonia, Notts County de Inglaterra y Elche de España. Los fanáticos juventinos mantienen rivalidades con los hinchas del Torino, Inter de Milán, Milan, Fiorentina y Roma.

## Datos del club

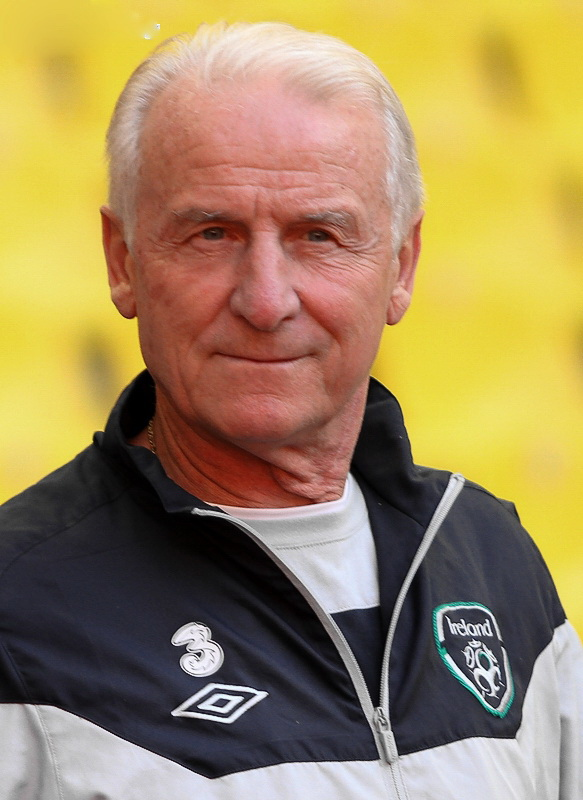
Giovanni Trapattoni, con 596 encuentros dirigidos, es el entrenador con más presencias en el banquillo de la Juventus.

- Temporadas en Serie A: 91 (1929-30 - 2005-06; 2007-08 - Presente).[172]
- Temporadas en Serie B: 1 (2006-07).
- Mayor goleada conseguida:
  - En campeonatos nacionales: 9:1 vs. Inter de Milán (Serie A 1960-61).[173]
  - En torneos internacionales: 7:0 vs. Olympiacos F. C. (Liga de Campeones de la UEFA 2003-04).[174]
- Mayor goleada encajada:
  - En campeonatos nacionales: 1:7 vs. A. C. Milan (Serie A 1949-50).[175]
  - En torneos internacionales: 7:0 vs. Wiener Sport-Club (Copa de Campeones de Europa 1958-59).[176]
- Mejor puesto en la liga: 1.º (36 veces).[172]
- Peor puesto en la liga: 12.º (1961-62),[177] 20.º (2005-06 por resolución administrativa).[178]
- Mayor cantidad de victorias consecutivas: 15 encuentros.[Nota 9]
- Portero con más minutos invicto en Serie A: Gianluigi Buffon con 974 minutos.[Nota 10]
- Mayor cantidad de goles convertidos: Alessandro Del Piero (290).[180]
- Mayor cantidad de encuentros disputados: Alessandro Del Piero (705).[181]
- Mayor cantidad de encuentros dirigidos: Giovanni Trapattoni (596).[171]

## Jugadores

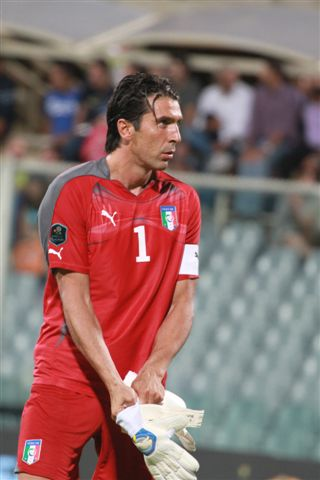
Gianluigi Buffon, excapitán e ídolo del club, es el jugador con más presencias en partidos de la Serie A, así mismo como el segundo jugador con más partidos jugados en la historia del equipo.

A lo largo de sus 125 años de historia, fueron 1592 los futbolistas del club que han vestido la camiseta del primer equipo, entre ellos 1266 de origen italiano, un 79,52 % del total. Entre los jugadores más destacados se encuentran Giampiero Boniperti, vencedor de veinticinco títulos, tanto como futbolista como dirigente del club, quien junto con el galés John Charles (condecorado con la Orden del Imperio Británico en 2002), y el argentino Omar Sívori (campeón del Campeonato Sudamericano 1957 con la selección de fútbol de Argentina), formaron unas de las mejores delanteras en la historia del club, denominados El Trío Mágico entre finales de los años 1950 e inicios de la década de 1960, juntos consiguieron tres campeonatos de Serie A y dos Copas de Italia.
Otro futbolista sobresaliente, es Umberto Malvano, quien con 15 años, 8 meses y 1 día se convirtió en el futbolista más joven en debutar con la camiseta de la Juventus. También destacan Sergio Brio, Gaetano Scirea, Antonio Cabrini y Stefano Tacconi por ser los únicos futbolistas del club y de Italia en haber obtenido todas las competiciones internacionales reconocidas por la UEFA. Pavel Nedvěd, ganador del Balón de Oro 2003, es el futbolista extranjero con más presencias en la sociedad. Alessandro Del Piero con 290 goles y 705 encuentros disputados, es el máximo goleador y el futbolista con más presencias en la historia del club. Además es el segundo futbolista que más tiempo permaneció en el club.

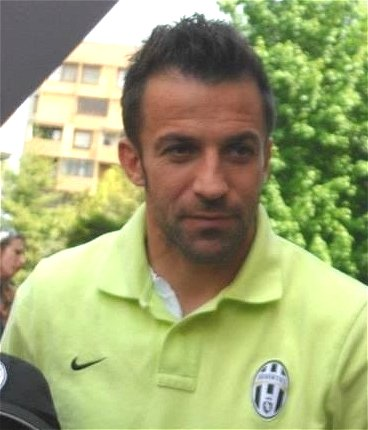
Alessandro Del Piero, máximo goleador de la historia del club.

La Juventus de Turín es el club de fútbol italiano que ha tenido entre sus filas el mayor número de ganadores del Oscar del Calcio, premio otorgado por la Asociación Italiana de Futbolistas a los mejores jugadores de la Serie A entre los años 1997 y 2010. En total, los futbolistas de la sociedad turinesa ganaron el premio en treinta y tres ocasiones.
Tiene el mayor número de ganadores del premio al mejor futbolista del año en el campeonato nacional (12), además diecisiete de sus futbolistas – en un total de 46 ocasiones – han sido integrantes del Equipo del Año en la Serie A. El club turinés, junto con el A. C. Milan, cuenta con el mayor número de ganadores del Balón de Oro (8 en total), premio entregado por la revista francesa France Football al mejor futbolista europeo del año desde 1956 hasta 2009, incluyendo cuatro premios consecutivos entre 1982 y 1985. Así mismo, entre los jugadores de nacionalidad italiana, los bianconeros poseen el mayor número de premios (tres de un total de cinco).

Con 153 futbolistas, la Vecchia Signora es el club que ha contribuido con el mayor número de futbolistas a la selección de fútbol de Italia. Su aporte, uno de los más importantes en el mundo, coincidió particularmente en sus mayores éxitos: los títulos mundiales de 1934, 1938, 1982 y 2006. Giovanni Giacone fue el primer futbolista juventino en ser convocado a la selección italiana, participando en un encuentro amistoso disputado el 28 de marzo de 1920 en la ciudad de Berna, ante el seleccionado de Suiza que finalizó con victoria para los locales por 3:0.

### Plantilla
La procedencia de los jugadores indica el anterior club que poseía los derechos del jugador, pese a que este proceda de otro club cedido, en caso de ya pertenecer a la Juventus.
| N.º             | Nac.             | Lic.                             | Pos. | Nombre              |             | Edad    | Eq. procedencia        | Cont. | INT.     |
| --------------- | ---------------- | -------------------------------- | ---- | ------------------- | ----------- | ------- | ---------------------- | ----- | -------- |
| Porteros        |                  |                                  |      |                     |             |         |                        |       |          |
| 1               | Italia !         |                                  | POR  | Mattia Perin        |             | 32 años | Genoa C. F. C.         | 2027  | Absoluto |
| 16              | Italia !         |                                  | POR  | Michele Di Gregorio |             | 28 años | A. C. Monza            | 2029  | Absoluto |
| 23              | Italia !         |                                  | POR  | Carlo Pinsoglio     | Canterano   | 35 años | L. R. Vicenza          | 2026  | Sub-21   |
| Defensas        |                  |                                  |      |                     |             |         |                        |       |          |
| 3               | Brasil !         | Extracomunitario / Extranjero    | DEF  | Bremer              |             | 28 años | Torino F. C.           | 2029  | Absoluto |
| 4               | Italia !         |                                  | DEF  | Federico Gatti      |             | 27 años | Frosinone Calcio       | 2030  | Absoluto |
| 6               | Inglaterra !     | Extracomunitario sin restricción | DEF  | Lloyd Kelly         |             | 26 años | Newcastle United F. C. | 2029  | Sub-21   |
| 15              | Francia !        |                                  | DEF  | Pierre Kalulu       |             | 25 años | A. C. Milan            | 2029  | Absoluto |
| 24              | Italia !         |                                  | DEF  | Daniele Rugani      | Fútbol base | 31 años | Empoli F. C.           | 2026  | Absoluto |
| 25              | Portugal !       |                                  | DEF  | João Mário          |             | 25 años | F. C. Porto            | 2030  | Absoluto |
| 27              | Italia !         |                                  | DEF  | Andrea Cambiaso     |             | 25 años | Genoa C. F. C.         | 2029  | Absoluto |
| 32              | Colombia !       | Extracomunitario / Extranjero    | DEF  | Juan David Cabal    |             | 24 años | Hellas Verona F. C.    | 2029  | Absoluto |
| 33              | Portugal !       |                                  | DEF  | Tiago Djaló         |             | 25 años | Lille O. S. C.         | 2026  | Absoluto |
| 37              | Italia !         |                                  | DEF  | Nicolò Savona       | Canterano   | 22 años | Formado en la Cantera  | 2030  | Absoluto |
| 40              | Suecia !         |                                  | DEF  | Jonas Rouhi         | Canterano   | 21 años | Formado en la Cantera  | 2028  | Sub-21   |
| Centrocampistas |                  |                                  |      |                     |             |         |                        |       |          |
| 5               | Italia !         |                                  | MED  | Manuel Locatelli    | Capitán     | 27 años | U. S. Sassuolo         | 2028  | Absoluto |
| 8               | Países Bajos !   |                                  | MED  | Teun Koopmeiners    |             | 27 años | Atalanta B. C.         | 2029  | Absoluto |
| 12              | Brasil !         | Extracomunitario / Extranjero    | MED  | Arthur              |             | 29 años | F. C. Barcelona        | 2027  | Absoluto |
| 17              | Montenegro !     | Extracomunitario / Extranjero    | MED  | Vasilije Adžić      |             | 19 años | F. K. Budućnost        | 2029  | Sub-21   |
| 18              | Serbia !         | Extracomunitario / Extranjero    | MED  | Filip Kostić        |             | 32 años | Eintracht Fráncfort    | 2026  | Absoluto |
| 19              | Francia !        |                                  | MED  | Khéphren Thuram     |             | 24 años | O. G. C. Nice          | 2029  | Absoluto |
| 21              | Italia !         |                                  | MED  | Fabio Miretti       | Canterano   | 22 años | Formado en la Cantera  | 2028  | Absoluto |
| 22              | Estados Unidos ! | Extracomunitario / Extranjero    | MED  | Weston McKennie     |             | 26 años | F. C. Schalke 04       | 2026  | Absoluto |
| 26              | Brasil !         | Extracomunitario / Extranjero    | MED  | Douglas Luiz        |             | 27 años | Aston Villa F. C.      | 2029  | Absoluto |
| Delanteros      |                  |                                  |      |                     |             |         |                        |       |          |
| 7               | Portugal !       |                                  | DEL  | Francisco Conceição |             | 22 años | F. C. Porto            | 2030  | Absoluto |
| 9               | Serbia !         | Extracomunitario / Extranjero    | DEL  | Dušan Vlahović      |             | 25 años | A. C. F. Fiorentina    | 2026  | Absoluto |
| 10              | Turquía !        | Pasaporte europeo                | DEL  | Kenan Yıldız        | Canterano   | 20 años | Formado en la Cantera  | 2029  | Absoluto |
| 11              | Argentina !      | Pasaporte europeo                | DEL  | Nicolás González    |             | 27 años | A. C. F. Fiorentina    | 2029  | Absoluto |
| 14              | Polonia !        |                                  | DEL  | Arkadiusz Milik     |             | 31 años | Olympique de Marseille | 2027  | Absoluto |
| 30              | Canada !         | Extracomunitario / Extranjero    | DEL  | Jonathan David      |             | 25 años | Lille O. S. C.         | 2030  | Absoluto |

| Cesiones | Cesiones         | Cesiones          | Cesiones | Cesiones     | Cesiones         | Cesiones | Cesiones        | Cesiones              | Cesiones | Cesiones |
| N.º      | Nac.             | Pas.              | Pos.     | Nombre       | N.               | Edad     | Eq. procedencia | Cedido a              | Cont.    | INT.     |
| -------- | ---------------- | ----------------- | -------- | ------------ | ---------------- | -------- | --------------- | --------------------- | -------- | -------- |
| —        | Estados Unidos ! | Pasaporte europeo | DEL      | Timothy Weah | Baja como cedido | 25 años  | Lille O. S. C.  | Olympique de Marsella | 2028     | Absoluto |

| Entrenador(es) Igor Tudor Adjunto(s) Ivan Javorčić Preparador(es) físico(s) Andrea Pertusio Entrenador(es) de porteros Tomislav Rogić |

| POR 16 DEF 4 DEF 3 DEF 6 MED 8 MED 19 MED 7 MED 10 MED 27 DEL 11 DEL 30 |

| Incorporaciones 2025-26 Jonathan David (Lille O. S. C.) João Mário (F. C. Porto) |

| Debuts de filiales |

| Cupos UEFA (locally-trained) Fabio Miretti (canterano) Carlo Pinsoglio (canterano) Jonas Rouhi (canterano) Nicolò Savona (canterano) Kenan Yıldız (canterano) Daniele Rugani (formación) Cumplido el mínimo 8 jugadores locally-trained y mínimo de 4 de ellos club-trained |

| N.º             | Nac.             | Lic.                             | Pos. | Nombre              |             | Edad    | Eq. procedencia        | Cont. | INT.     |
| --------------- | ---------------- | -------------------------------- | ---- | ------------------- | ----------- | ------- | ---------------------- | ----- | -------- |
| Porteros        |                  |                                  |      |                     |             |         |                        |       |          |
| 1               | Italia !         |                                  | POR  | Mattia Perin        |             | 32 años | Genoa C. F. C.         | 2027  | Absoluto |
| 16              | Italia !         |                                  | POR  | Michele Di Gregorio |             | 28 años | A. C. Monza            | 2029  | Absoluto |
| 23              | Italia !         |                                  | POR  | Carlo Pinsoglio     | Canterano   | 35 años | L. R. Vicenza          | 2026  | Sub-21   |
| Defensas        |                  |                                  |      |                     |             |         |                        |       |          |
| 3               | Brasil !         | Extracomunitario / Extranjero    | DEF  | Bremer              |             | 28 años | Torino F. C.           | 2029  | Absoluto |
| 4               | Italia !         |                                  | DEF  | Federico Gatti      |             | 27 años | Frosinone Calcio       | 2030  | Absoluto |
| 6               | Inglaterra !     | Extracomunitario sin restricción | DEF  | Lloyd Kelly         |             | 26 años | Newcastle United F. C. | 2029  | Sub-21   |
| 15              | Francia !        |                                  | DEF  | Pierre Kalulu       |             | 25 años | A. C. Milan            | 2029  | Absoluto |
| 24              | Italia !         |                                  | DEF  | Daniele Rugani      | Fútbol base | 31 años | Empoli F. C.           | 2026  | Absoluto |
| 25              | Portugal !       |                                  | DEF  | João Mário          |             | 25 años | F. C. Porto            | 2030  | Absoluto |
| 27              | Italia !         |                                  | DEF  | Andrea Cambiaso     |             | 25 años | Genoa C. F. C.         | 2029  | Absoluto |
| 32              | Colombia !       | Extracomunitario / Extranjero    | DEF  | Juan David Cabal    |             | 24 años | Hellas Verona F. C.    | 2029  | Absoluto |
| 33              | Portugal !       |                                  | DEF  | Tiago Djaló         |             | 25 años | Lille O. S. C.         | 2026  | Absoluto |
| 37              | Italia !         |                                  | DEF  | Nicolò Savona       | Canterano   | 22 años | Formado en la Cantera  | 2030  | Absoluto |
| 40              | Suecia !         |                                  | DEF  | Jonas Rouhi         | Canterano   | 21 años | Formado en la Cantera  | 2028  | Sub-21   |
| Centrocampistas |                  |                                  |      |                     |             |         |                        |       |          |
| 5               | Italia !         |                                  | MED  | Manuel Locatelli    | Capitán     | 27 años | U. S. Sassuolo         | 2028  | Absoluto |
| 8               | Países Bajos !   |                                  | MED  | Teun Koopmeiners    |             | 27 años | Atalanta B. C.         | 2029  | Absoluto |
| 12              | Brasil !         | Extracomunitario / Extranjero    | MED  | Arthur              |             | 29 años | F. C. Barcelona        | 2027  | Absoluto |
| 17              | Montenegro !     | Extracomunitario / Extranjero    | MED  | Vasilije Adžić      |             | 19 años | F. K. Budućnost        | 2029  | Sub-21   |
| 18              | Serbia !         | Extracomunitario / Extranjero    | MED  | Filip Kostić        |             | 32 años | Eintracht Fráncfort    | 2026  | Absoluto |
| 19              | Francia !        |                                  | MED  | Khéphren Thuram     |             | 24 años | O. G. C. Nice          | 2029  | Absoluto |
| 21              | Italia !         |                                  | MED  | Fabio Miretti       | Canterano   | 22 años | Formado en la Cantera  | 2028  | Absoluto |
| 22              | Estados Unidos ! | Extracomunitario / Extranjero    | MED  | Weston McKennie     |             | 26 años | F. C. Schalke 04       | 2026  | Absoluto |
| 26              | Brasil !         | Extracomunitario / Extranjero    | MED  | Douglas Luiz        |             | 27 años | Aston Villa F. C.      | 2029  | Absoluto |
| Delanteros      |                  |                                  |      |                     |             |         |                        |       |          |
| 7               | Portugal !       |                                  | DEL  | Francisco Conceição |             | 22 años | F. C. Porto            | 2030  | Absoluto |
| 9               | Serbia !         | Extracomunitario / Extranjero    | DEL  | Dušan Vlahović      |             | 25 años | A. C. F. Fiorentina    | 2026  | Absoluto |
| 10              | Turquía !        | Pasaporte europeo                | DEL  | Kenan Yıldız        | Canterano   | 20 años | Formado en la Cantera  | 2029  | Absoluto |
| 11              | Argentina !      | Pasaporte europeo                | DEL  | Nicolás González    |             | 27 años | A. C. F. Fiorentina    | 2029  | Absoluto |
| 14              | Polonia !        |                                  | DEL  | Arkadiusz Milik     |             | 31 años | Olympique de Marseille | 2027  | Absoluto |
| 30              | Canada !         | Extracomunitario / Extranjero    | DEL  | Jonathan David      |             | 25 años | Lille O. S. C.         | 2030  | Absoluto |

| Cesiones | Cesiones         | Cesiones          | Cesiones | Cesiones     | Cesiones         | Cesiones | Cesiones        | Cesiones              | Cesiones | Cesiones |
| N.º      | Nac.             | Pas.              | Pos.     | Nombre       | N.               | Edad     | Eq. procedencia | Cedido a              | Cont.    | INT.     |
| -------- | ---------------- | ----------------- | -------- | ------------ | ---------------- | -------- | --------------- | --------------------- | -------- | -------- |
| —        | Estados Unidos ! | Pasaporte europeo | DEL      | Timothy Weah | Baja como cedido | 25 años  | Lille O. S. C.  | Olympique de Marsella | 2028     | Absoluto |

| Entrenador(es) Igor Tudor Adjunto(s) Ivan Javorčić Preparador(es) físico(s) Andrea Pertusio Entrenador(es) de porteros Tomislav Rogić |

| POR 16 DEF 4 DEF 3 DEF 6 MED 8 MED 19 MED 7 MED 10 MED 27 DEL 11 DEL 30 |

| Incorporaciones 2025-26 Jonathan David (Lille O. S. C.) João Mário (F. C. Porto) |

| Debuts de filiales |

| Cupos UEFA (locally-trained) Fabio Miretti (canterano) Carlo Pinsoglio (canterano) Jonas Rouhi (canterano) Nicolò Savona (canterano) Kenan Yıldız (canterano) Daniele Rugani (formación) Cumplido el mínimo 8 jugadores locally-trained y mínimo de 4 de ellos club-trained |

### Sector juvenil

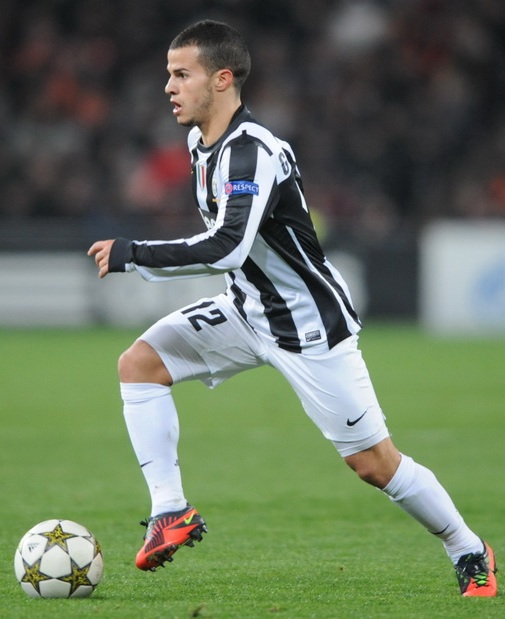
Sebastian Giovinco, uno de los futbolistas formados en la cantera de la Juventus.

El sector juvenil del club es el conjunto de equipos de la sociedad turinesa que participan principalmente en las diversas competiciones juveniles regionales y nacionales organizadas por la Federación Italiana de Fútbol y en diferentes torneos internacionales en sus respectivas categorías. Está formado por diecisiete equipos masculinos que entrenan en el Juventus Center, el complejo deportivo propiedad del club con sede en Vinovo.
Del mismo modo como ocurre con las categorías juveniles del Ajax de Ámsterdam, la Juventus posee escuelas de formación y campos de verano en Italia para niños y jóvenes entre 8 y 16 años, y en el extranjero, específicamente en Inglaterra para niños y jóvenes entre 11 y 16 años. El club también lleva a cabo proyectos como Juventus University – la primera universidad de fútbol en el mundo – (con el apoyo de la Universidad de Turín), Juventus Academy que aborda la creación de una amplia red de escuelas en el territorio italiano y en Malta para niños entre 6 y 12 años, y Juventus Soccer Schools International a través de la gestión de escuelas de fútbol en dieciocho países.
Históricamente, la sociedad siempre ha tenido una red de observadores para jóvenes en todo el país, e incluso en el extranjero. Algunos de los futbolistas que arribaron a la Juventus a una temprana edad son: Pietro Anastasi (llegó a los 20 años desde Catania), Franco Causio (ingresó al club a los 17 años desde Lecce), Giuseppe Furino (procedente de Palermo a los 19 años), Roberto Bettega (turinés y formado en el club), Paolo Rossi (proveniente de Prato, desde 1972 hasta 1975 jugó en el equipo juvenil antes de regresar como profesional en 1981).

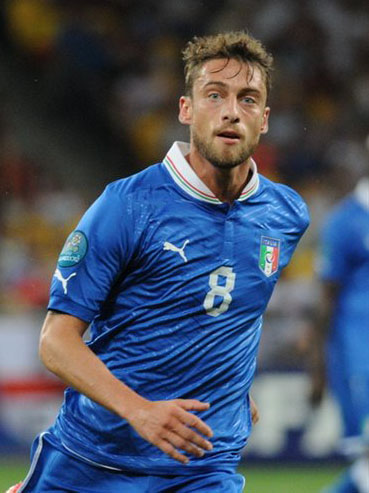
Claudio Marchisio en la Eurocopa 2012.

De ellos, Furino fue convocado para la Copa Mundial de 1970 (único jugador juventino que disputó esta edición del torneo), Anastasi para la edición de 1974, Causio para las de 1974 y 1978 (así como la de 1982, sin embargo, cuando militaba en el Udinese), como Bettega (que no participó en el campeonato de 1982 debido a una lesión), así como Rossi, presente en 1982 (y en 1978 participó como jugador en copropiedad con el Vicenza). Rossi, gracias a la victoria en el Campeonato Mundial de 1982, también ganó el Balón de Oro de ese mismo año y la Bota de Oro como máximo goleador del mundial con seis goles.
Otros futbolistas de prestigio formados en las categorías menores de la Juventus son: Carlo Bigatto, Gianpiero Combi (campeón del mundo en 1934), Pietro Rava (ganador de la medalla de oro en el torneo olímpico de fútbol en 1936 y campeón del mundo en 1938), Carlo Parola, Giovanni Viola y Giampiero Boniperti, siempre vinculado a la Juventus, desde el equipo juvenil hasta la presidencia en 1994.
Desde la década de 2000, el sector juvenil de la sociedad ha producido futbolistas como: Antonio Nocerino, Claudio Marchisio, Paolo De Ceglie, Domenico Criscito y Sebastian Giovinco; todos desempeñándose en equipos de primera división. Estos cinco jugadores formaron parte de la plantilla de la selección italiana que participó en los Juegos Olímpicos de Pekín 2008 y en la Eurocopa Sub-21 de 2009. Marchisio y Giovinco también formaron parte del seleccionado italiano que obtuvo el subcampeonato en la Eurocopa 2012.

## Entrenadores

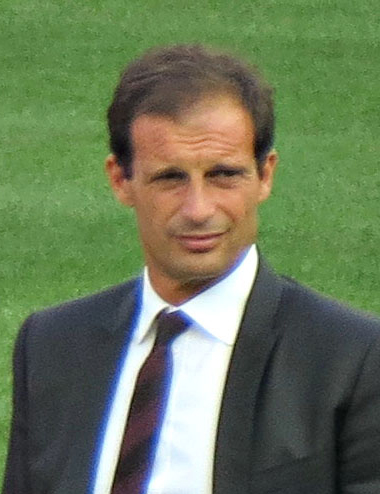
Massimiliano Allegri, entrenador de la Juventus entre 2021-2024

En los orígenes del fútbol italiano la figura del entrenador estaba encarnada en el capitán del equipo, por ser este el más representativo y por poseer el mayor don de liderazgo en todo club. Recién en la década de 1920 se afirmó su figura como la del instructor de los planteamientos tácticos en el juego. A lo largo de toda su historia, la Juventus ha sido dirigida por un total de cuarenta y ocho entrenadores – de los cuales un total de diez tuvieron cargo interino – desde 1923 por iniciativa de Edoardo Agnelli, su decimoprimer presidente institucional, con el objetivo de fortalecer y profesionalizar a la sociedad bianconera.
Giovanni Trapattoni es, con catorce títulos oficiales, el entrenador más ganador de la historia del club turinés y del fútbol italiano, con ocho títulos a nivel nacional (seis campeonatos de Serie A y dos Copas de Italia) y seis títulos a nivel internacional (una Copa Intercontinental, una Copa de Campeones de Europa, una Recopa de Europa, dos Copas de la UEFA y una Supercopa de la UEFA). Además, Trapattoni es el único entrenador que ha conquistado todas las competiciones UEFA a nivel de clubes y, con un total de 596 partidos, el director técnico con la mayor cantidad de encuentros dirigidos en la historia del club.
También cabe destacar a Carlo Carcano y Massimiliano Allegri, los únicos técnicos que han ganado cuatro títulos consecutivos en el fútbol italiano, ambos con la Juventus, respectivamente de 1931 a 1934 y de 2015 a 2018, y el paraguayo Heriberto Herrera, el técnico extranjero que tiene el récord de apariciones en el banquillo de la Juventus (215 encuentros desde 1964 hasta 1969). Desde 1974, con el exfutbolista de origen checo Čestmír Vycpálek, la Juve no volvió a contar con entrenadores extranjeros, hasta la temporada 2006-07 con el fichaje del exfutbolista francés Didier Deschamps (para un total de catorce entrenadores extranjeros en la historia del club).
Veintiún exfutbolistas bianconeros dirigieron al club en toda su historia, principalmente de manera provisional, (en orden cronológico): József Viola, Carlo Bigatto, Virginio Rosetta, Umberto Caligaris, Federico Munerati, Giovanni Ferrari, Luis Monti, Felice Borel, Renato Cesarini, Luigi Bertolini, Teobaldo Depetrini, Carlo Parola, Július Korostelev, Ercole Rabitti, Čestmír Vycpálek, Dino Zoff, Fabio Capello, Didier Deschamps, Ciro Ferrara, Antonio Conte, Andrea Pirlo, Paolo Montero e Igor Tudor

## Palmarés

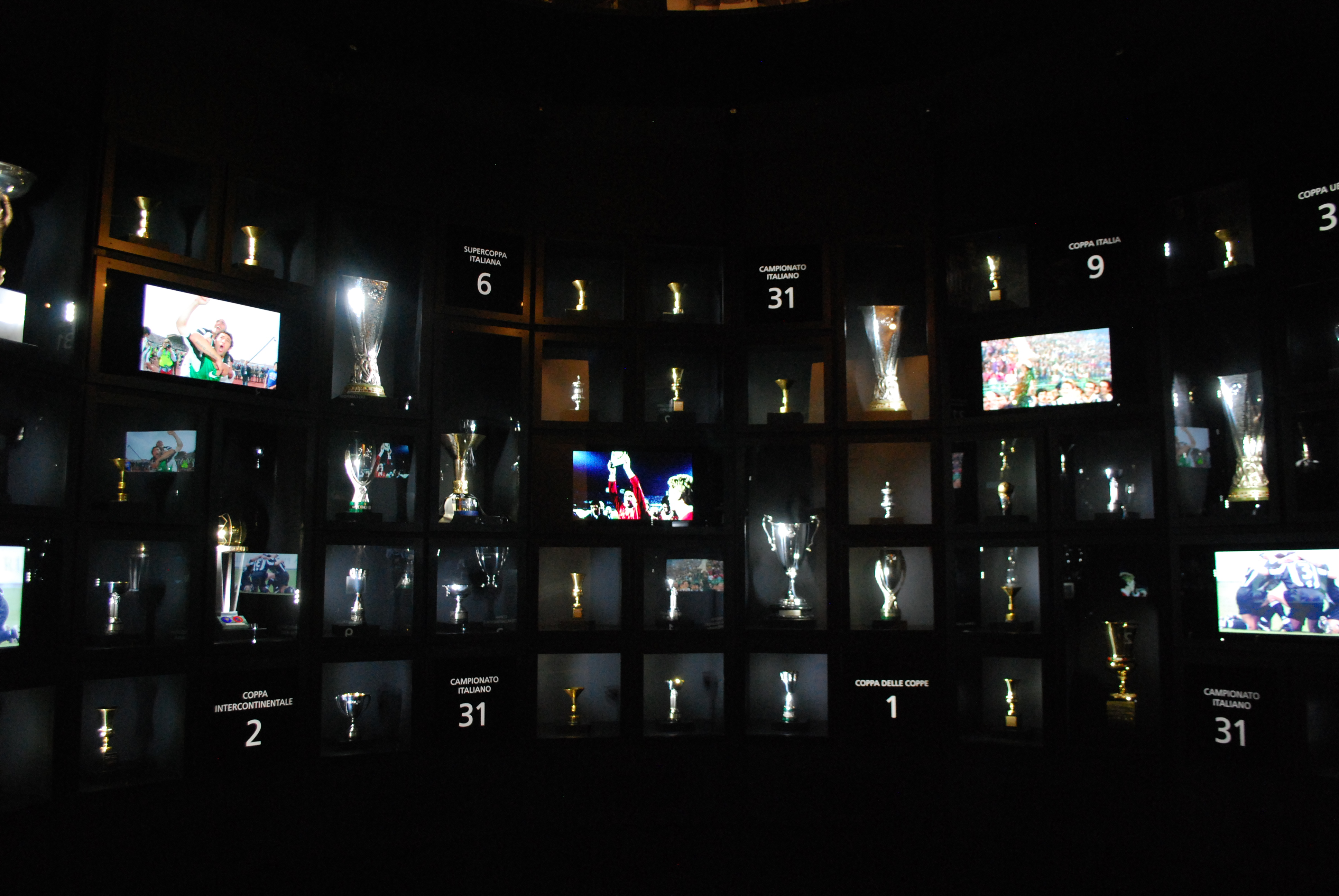
Una vista parcial de la sala de trofeos del club ubicada en el J-Museum.

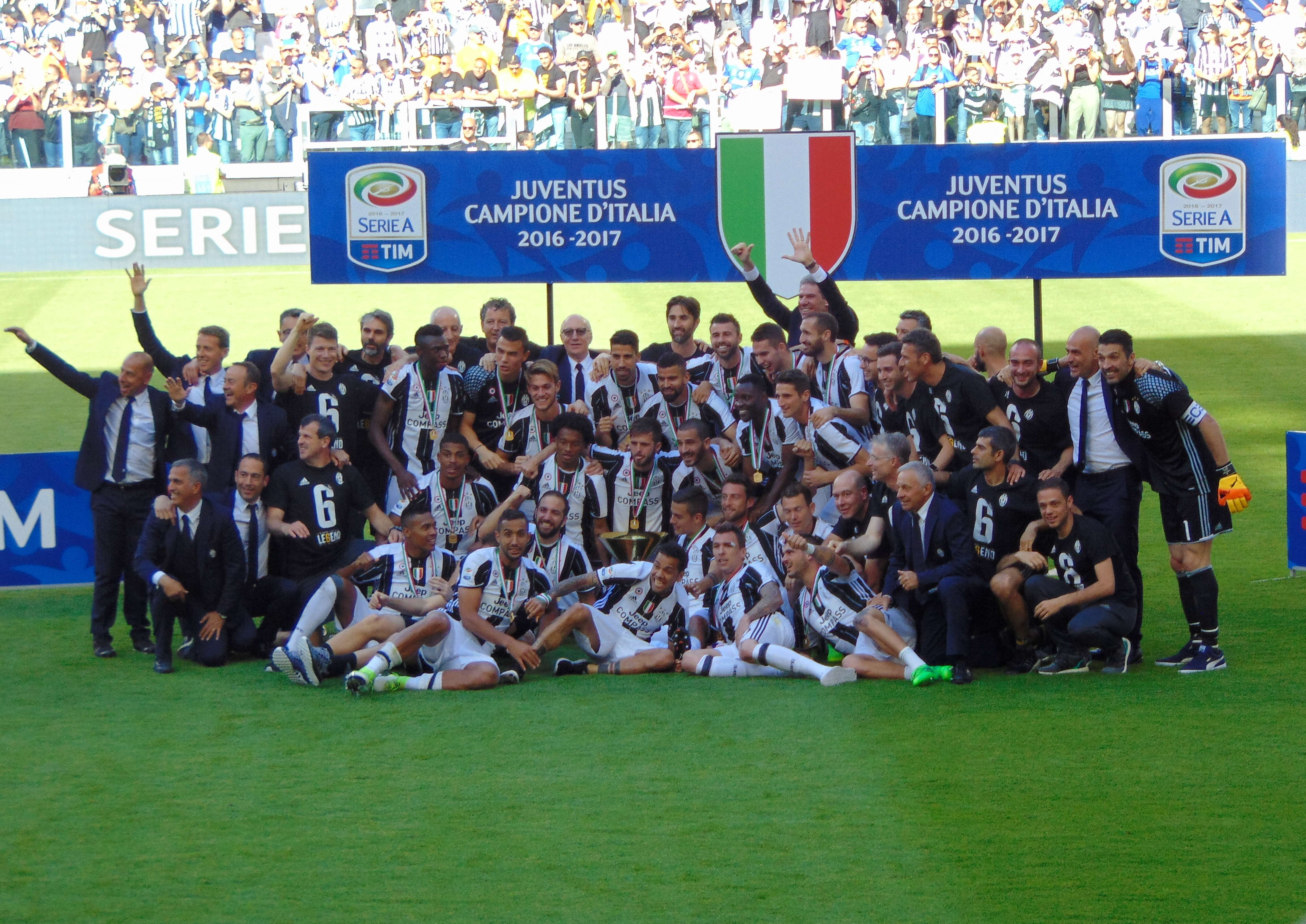
Plantilla de la Juventus celebrando el título de la temporada 2016-17.

La Juventus Football Club es el equipo que ha obtenido más títulos en el fútbol italiano con un total de sesenta trofeos durante su trayectoria en la primera división de ese país y, además, es uno de los clubes más exitosos del mundo. El club que a lo largo de su historia ha conquistado un total de setenta y un trofeos –excluyendo el de la temporada 2006-07 en la Serie B– en competiciones oficiales (cifra récord entre los clubes italianos), logró el título del campeonato nacional en treinta y seis ocasiones (récord), incluyendo el récord de nueve títulos nacionales consecutivos obtenidos desde 2012 hasta 2020 y una serie de cinco títulos consecutivos logrados desde 1931 hasta 1935 además de la copa nacional en quince oportunidades, de los cuales cuatro han sido de manera consecutiva estableciendo así un doble récord en el país trasalpino.
Las tres estrellas doradas presentes en el uniforme del equipo turinés, denominadas Estrellas de Oro representan treinta de los treinta y seis títulos de liga conquistados por la entidad, el décimo obtenido en la temporada 1957-58 (primer club de la península itálica que recibe tal reconocimiento), el vigésimo, en la temporada 1981-82 y el trigésimo en la temporada 2013-14. Además, ha logrado el doblete – lograr los títulos de liga y copa en una misma temporada – en las temporadas 1959-60, 1994-95, 2014-15, 2015-16, 2016-17 y 2017-18, erigiéndose como el único club del fútbol italiano en lograr la victoria de ambos torneos en seis temporadas distintas.
A nivel internacional ha sido el primer club en la historia del fútbol europeo en ganar las tres principales competiciones UEFA a nivel de clubes, recibiendo la Placa de la UEFA de parte de la Unión Europea de Asociaciones de Fútbol en 1988, siendo en la actualidad el único club italiano y uno de los cinco clubes europeos con tal honor junto al Ajax de Ámsterdam neerlandés, el Bayern de Múnich alemán y los ingleses Chelsea y Manchester United. Sus once títulos en competiciones internacionales de clubes reconocidos por la Federación Internacional de Asociaciones de Fútbol lo sitúan en el sexto lugar en Europa y en el decimotercero a nivel mundial entre los equipos con la mayor cantidad de trofeos oficiales conquistados.
El equipo es, además, el único club italiano que ha conquistado una competición internacional con una plantilla compuesta exclusivamente por futbolistas nacionales, y el primer club a nivel europeo y mundial (y único hasta 2022 en ambos casos) en ganar todas las competiciones internacionales a nivel de clubes reconocidas por alguna de las seis confederaciones continentales de fútbol – en este caso, la UEFA – y la FIFA. La entidad ha ganado tres títulos en la Copa de la UEFA, la segunda competición confederativa con mayor prestigio, máxima cifra lograda por un equipo italiano y segundo a nivel continental tras el Sevilla (7). En dicha competición, la Juventus ha sido el primer club italiano y del sur de Europa en lograr el título y, en la temporada 1992-93, el primer club en el continente en obtener un tercer trofeo en la competición.
La Juventus fue ubicada en el séptimo puesto – primero entre todos los clubes italianos – de la lista de los mejores clubes del siglo XX organizada por la FIFA luego de los resultados de la encuesta dirigida a los lectores de su revista bimestral, FIFA Magazine, el 23 de diciembre del 2000. Además, el club, electo Equipo Mundial del Año por la Federación Internacional de Historia y Estadística de Fútbol en 1993 y 1996, actualmente se ubica en la tercera posición – primera entre los clubes italianos – en la clasificación histórica mundial de clubes elaborada por la citada organización desde 1991. La siguiente lista señala la relación de trofeos obtenidos por la Juventus Football Club en el ámbito de los diferentes torneos del fútbol italiano reconocidos por la Federación Italiana de Fútbol y las competiciones de clubes organizadas por la UEFA y la FIFA.
Nota: en negrita competiciones vigentes en la actualidad. Indicado el récord del torneo  y el compartido 

### Torneos nacionales (60)
| Competiciones nacionales           | Títulos | Subcampeonatos |
| ---------------------------------- | --- | --- |
| Primera División de Italia (36/20) | 1905, 1925-26, 1930-31, 1931-32, 1932-33, 1933-34, 1934-35, 1949-50, 1951-52, 1957-58, 1959-60, 1960-61, 1966-67, 1971-72, 1972-73, 1974-75, 1976-77, 1977-78, 1980-81, 1981-82, 1983-84, 1985-86, 1994-95, 1996-97, 1997-98, 2001-02, 2002-03, 2011-12, 2012-13, 2013-14, 2014-15, 2015-16, 2016-17, 2017-18, 2018-19, 2019-20. | 1903, 1904, 1906, 1937-38, 1945-46, 1946-47, 1952-53, 1953-54, 1962-63, 1973-74, 1975-76, 1979-80, 1982-83, 1986-87, 1991-92, 1993-94, 1995-96, 1999-00, 2000-01, 2008-09. |
| Copa de Italia (15/7)              | 1937-38, 1941-42, 1958-59, 1959-60, 1964-65, 1978-79, 1982-83. 1989-90, 1994-95, 2014-15, 2015-16, 2016-17, 2017-18, 2020-21, 2023-24. | 1972-73, 1991-92, 2001-02, 2003-04, 2011-12, 2019-20, 2021-22. |
| Supercopa de Italia (9/8)          | 1995, 1997, 2002, 2003, 2012, 2013, 2015, 2018, 2020. | 1990, 1998, 2005, 2014, 2016, 2017, 2019, 2021. |
|                                    | | |
| Campeonato de Serie B (1/0)        | 2006-07. | |

### Torneos internacionales (11)
| Competiciones internacionales | Títulos                    | Subcampeonatos                                                 |
| ----------------------------- | -------------------------- | -------------------------------------------------------------- |
| Copa Intercontinental (2/1)   | 1985, 1996.                | 1973.                                                          |
| Liga de Campeones (2/7)       | 1984-85, 1995-96.          | 1972-73, 1982-83, 1996-97, 1997-98, 2002-03, 2014-15, 2016-17. |
| Liga Europa (3/1)             | 1976-77, 1989-90, 1992-93. | 1994-95.                                                       |
| Supercopa de Europa (2/0)     | 1984, 1996.                |                                                                |
| Recopa de Europa (1/0)        | 1983-84.                   |                                                                |
| Copa Intertoto (1/0)          | 1999.                      |                                                                |
| Copa de Ferias (0/2)          |                            | 1965, 1971.                                                    |

### Reconocimientos internacionales (3)
| Distinción             | Año         |             |
| ---------------------- | ----------- | ----------- |
| Placa de la UEFA (1)   | 1988.       | 1988.       |
| Club del año IFFHS (2) | 1993, 1996. | 1993, 1996. |

### Torneos juveniles
La sección juvenil de la Juventus es una de las más exitosas de su tipo tanto a nivel nacional, con 9 títulos del campeonato italiano, como a nivel internacional, con más de 100 trofeos oficiales, entre ellos algunos relacionados con las competiciones más importantes del mundo, tales como el Torneo de Viareggio, donde obtuvo el trofeo en nueve ocasiones, la más reciente en 2016. Fue finalista de la Copa Juvenil de la FIFA /Blue Stars en 1962, en agosto de 2007 el equipo sub-19 de la Juventus participó en la primera edición de la Champions Youth Cup en Malasia, una especie de Copa Mundial de Clubes Juvenil organizado por el G-14, terminando en el segundo lugar con la mejor defensa del torneo.

## Otras secciones deportivas
La Juventus fue fundada en el año de 1897 como un club polideportivo, continuó con esta actividad con períodos alternos hasta finales de los años 1940. Sus primeros miembros y fundadores fueron jóvenes atletas que practicaban ciclismo, atletismo, lucha y carreras. Entre ellos se encontraban, por mencionar algunos, el luchador Enrico Piero Molinatti, secretario-tesorero y figura clave durante los primeros años de la sociedad y el grupo de corredores, que incluía a los hermanos Botto, Guido y Giovanni, Torchio, Rolfo y los hermanos Perocchio. En su primera breve experiencia de la Juventus como un club deportivo, la única sección que logró resultados importantes fue la de las carreras.
El 1 de octubre de 1899, en el Campeonato Italiano de Resistencia organizado por la Federación Italiana de Atletismo, el socio Giovanni Botto obtuvo el segundo puesto en los 100 metros planos por detrás de Umberto Colombo del SEF Mediolanum; también participó en la misma carrera, llegando en cuarto lugar, el hermano de Giovanni, Guido Botto, quien también era miembro de la Juventus, pero se inscribió en el evento representando al Audace Torino. En ese mismo año, los socios del club decidieron renunciar a las otras secciones deportivas para centrarse en el fútbol. Esta decisión implicó el cambio del nombre de Sport-Club Juventus a Foot-Ball Club Juventus.
Las actividades polideportivas del club bianconero regresaron en 1923 cuando su presidente Edoardo Agnelli creó una sociedad mercantil con el objetivo de diversificar la actividad del Foot-Ball Club Juventus en otras disciplinas como las bochas, el hockey sobre hielo, la natación y el tenis; creados como equipos dentro de la misma sociedad, la sección de tenis ganó tres campeonatos de Serie A1 entre 1927 y 1948, mientras que el equipo de hockey – siguiendo a sus contemporáneos milaneses del Ambrosiana-Inter y Milan – participó en la temporada 1940-41 del Campeonato Italiano de Hockey sobre hielo finalizando en el tercer lugar.
Los acontecimientos de la Segunda Guerra Mundial en 1943 dieron lugar a la fusión de la Juventus Organizzazione Sportiva Anonima con otros clubes deportivos piamonteses, creando la Compagnia Industriale Sportiva Italia (CISITALIA). Bajo este nuevo nombre y durante la gestión del emprendedor scurzolenghesi Piero Dusio, se crearon nuevas secciones dedicadas al baloncesto, el waterpolo y el patinaje sobre hielo. Después de la guerra, la crisis económica de los fabricantes de automóviles llevó al cierre permanente del club deportivo en 1949. Las dos divisiones más exitosas, sobrevivieron a la liquidación, se separaron y siguieron su propio camino: la sección de tenis se mantuvo bajo los auspicios de la Società Iniziative Sportive (S.I.S.), una asociación deportiva turinesa presidida por el empresario y director deportivo Ferruccio Novo, mientras que el equipo de fútbol desde 1947 adoptado por la familia Agnelli, nombró como su presidente a Gianni Agnelli.

## Medios de comunicación

### Hurrà Juventus
Hurrà Juventus es un anuario futbolístico propiedad del club. Fue fundado en 1915 con el nombre de Hurrà! y luego refundado en 1963 con su nombre actual, es la publicación más antigua de Italia dedicada a una entidad deportiva. En su interior se puede encontrar información sobre el primer equipo, el sector juvenil, y también sobre los club de fanes oficiales. Cada edición presenta entrevistas con los actuales y exfutbolistas de la Juventus y con otras personalidades, informa sobre los compromisos futuros de la sociedad y ofrece estadísticas detalladas de todos los partidos disputados por el club.

### Juventus TV
Juventus TV es un servicio de streaming de pago propiedad del club. Fue fundado el 1 de noviembre de 2006, con motivo de la celebración de los ciento nueve años de fundación institucional de la sociedad turinesa. Inicialmente fue un canal de televisión temático por suscripción y hasta el 1 de julio de 2018 estuvo disponible en la plataforma satelital de Sky Italia. Dentro de su programación ofrecía entrevistas exclusivas a futbolistas y entrenadores, la retransmición de partidos históricos y los juegos disputados por el primer equipo, las sesiones de entrenamiento, las conferencias de prensa, los campeonatos disputados por los equipos que componen sector juvenil del club y varios programas relacionados con la sociedad. Desde 11 de agosto de 2018, ofrece contenidos en directo y a la carta a través de streaming. Su sede se encuentra ubicada en el centro de entrenamiento del club, en la localidad de Vinovo (en las afueras de la ciudad de Turín).

## Juventus en la cultura popular
A través de los años, la Juventus no solo ha logrado imponerse en el deporte tanto en el ámbito nacional como internacional, sino también en la cultura italiana. La sociedad bianconera fue el primer club italiano, junto con el Genoa, en trasladar a sus fanáticos de una ciudad a otra, con ocasión de un encuentro del campeonato disputado en la ciudad de Milán el 1 de abril de 1906. El vigésimo noveno derbi de Turín jugado el 15 de mayo de 1932, fue el primer acontecimiento futbolístico en ser transmitido en vivo por la radio, a través de la voz del comentarista Nicolò Carosio del Ente Italiano per le Audizioni Radiofoniche (actualmente Radiotelevisione Italiana).
El encuentro disputado entre la Juventus y el A. C. Milan el 5 de febrero de 1950, transmitido en directo y de forma televisiva a nivel nacional, representó la primera transmisión de un encuentro del fútbol italiano a través de dicho medio de comunicación, aunque fue tratada de forma experimental. En ámbito literario el club fue un punto de referencia para varias obras del escritor Mario Soldati como Le due città (1964), America primo amore (1935), Un prato di papaveri. Diario 1947-1964 (1973) y Lo specchio inclinato. Diario 1965-1971 (1975).
Entre las películas en las cuales se encuentran referencias hacia la Juventus están: La classe operaia va in paradiso de Elio Petri (1971), película ganadora de la Palma de Oro en el Festival de Cannes, Vacanze in America de Carlo Vanzina (1984), en la cual se da un partido de fútbol entre aficionados de la Juventus y la Roma – rivales por el título durante los años 1980 – en el Valle de la Muerte y Santa Maradona de Marco Ponti (2001), en la que incluso se observa una escena en el Stadio delle Alpi durante un encuentro entre la Juventus y el Atalanta correspondiente a la temporada 2000-01.
En cuanto a películas más relacionadas con el tema del fútbol en general se encuentran: Il presidente del Borgorosso Football Club de Luigi Filippo D'Amico (1970), en la que el personaje del mismo nombre, interpretado por Alberto Sordi, contrata al ex-juventino Omar Sívori, que actuó en la película interpretándose a él mismo; Eccezzziunale… veramente, del mencionado Vanzina (1982), Diego Abatantuono interpreta, en los tres capítulos de los que se compone la película a un hincha milanista, uno interista y uno juventino; realizó el mismo papel en la secuela, un cuarto de siglo después, Eccezzziunale… veramente - Capitolo secondo… me (2006), también de Vanzina.
Por último, en la parte del análisis de los problemas sociales y la afición como una salida de la agresividad, podemos mencionar la película Ultrà de Ricky Tognazzi (1990), que habla de los eventos que vive el líder de una barra brava de Roma (interpretado por Claudio Amendola) y del grupo de aficionados dirigidos por él que viajan hasta Turín, donde se producen enfrentamientos violentos contra los Drughi, el grupo de ultras bianconeros. El poema titulado Madama Juve, escrito en piamontés por el novelista y periodista Giovanni Arpino en homenaje al club, fue incluido en el libro Opere de 1992, un compendio de la obra de Arpino editado por Giorgio Bàrberi Squarotti y Massimo Romano. Este poema, junto con otros homenajes compuestos por Arpino para la sociedad, fueron traducidos al italiano por el crítico literario turinés Bruno Quaranta y publicado en su ópera Stile e stiletto (1997).
También en la obra de Arpino otras referencias al club, se encuentran en Racconti di vent'anni (1974) y en Opere scelte (2005), una antología literaria, narrativa y periodística editada por el veneciano Rolando Damiani. Otras publicaciones, donde se menciona a la Juventus son las novelas de Aldo Nove Puerto Plata Market y Aldo Cazzullo I ragazzi di via Po ambas de 1997. Más recientemente, en 2003, los periodistas Mario y Andrea Parodi relacionan los campeonatos obtenidos por el club en las temporadas 1976-77 y 1977-78 en el contexto histórico y social de Italia a finales de la década de 1970 a través del libro In bianco e nero: una grande Juve negli anni del piombo.
La Juventus también es mencionada, junto con sus rivales de ciudad del Torino, incluso en una historieta titulada Paperoga in: Soffri, tifoso, soffri publicada en el Mega Almanacco n. 409 (1991), la cual es una readaptación de la historia original escrita en portugués (Torcedor Sofre!) editada en Brasil diez años antes. En la historieta original el Pato Donald y su primo Fethry Duck asisten a un partido de fútbol entre Corinthians y Palmeiras o más bien entre Coringa y Parreiras. En la versión italiana de 1991, el traductor transformó los dos equipos en Corino y Rubentus, parodia de Torino y Juventus, por razones de sonido.
Fuera de Italia la entidad turinesa es denominada F. C. Piemonte en la serie de anime japonés Captain Tsubasa: Road to 2002 y con su nombre original en el manga homónimo. Es conocido también el coro entonado por los aficionados del Notts County de Inglaterra – club que tiene un vínculo histórico con la sociedad italiana – denominado It's just like watching Juve, cada vez que su equipo realiza una gran presentación.
El compositor turinés Domenico Seren Gay le dedicó dos canciones al club: Juventus, incluida en el álbum Juventus/Maria (1962) y Forza Juve del álbum Forza Juve/Gioanin Pet Pet Sigàla (1968). Entre las actividades culturales de la capital piamontesa relacionadas con el club se puede mencionar la exhibición denominada Juventus: 110 anni a opera di arte, realizada por la Fundación Palazzo Bricherasio con ocasión de la celebración de los ciento diez años de fundación de la sociedad bianconera del 26 de octubre al 2 de diciembre de 2007.

[...] En Turín, a su vez, se respira la Juventus un poco donde fuere: el banco de Corso Re Umberto, el Liceo d'Azeglio, las varias sedes sociales (Galería San Federico, Piazza Crimea y el actual Corso Galileo Ferraris), los estadios (de Piazza d'Armi al Comunale, del Campo Combi al Delle Alpi que muchos comienzan a añorar) y, a continuación, las calles, los barrios, de Mirafiori a la colina, de San Paolo a La Crocetta, hay tanta Juve en la historia de la capitale sabauda, un recorrido que atraviesa, década tras década, el arte y la cultura del Novecientos.

## Juventus y su compromiso con la sociedad
La Juventus participa activamente en el ámbito de la labor social y la ayuda humanitaria. Entre los programas sociales emprendidos por el club se encuentran Fatti e Progetti per i Giovani orientado a mejorar la calidad de vida y promover el acceso a la educación de jóvenes inmigrantes a través de un centro de acogida, y la creación - en colaboración con la Facultad de Economía de la Universidad de Turín - de un curso de formación en el estudio de la gestión deportiva. En materia sanitaria, junto con el Hospital Regina Margherita-Sant'Anna de Turín la sociedad participa en el proyecto Crescere insieme al Sant'Anna, un programa de reestructuración del departamento de Neonatología de dicho hospital, además apoya diversas actividades de la Fundación Piamontesa para la Investigación del Cáncer.
Otro proyecto comunitario del equipo bianconero es el Centro de Acogida Edoardo Agnelli en cooperación con la Associazione Gruppi di Volontariato Vincenziano, creado para hospedar a madres con escasos recursos. En el año 2000, la Juventus llevó a cabo el proyecto Un sogno per il Gaslini, con el fin de dotar al Instituto Pediátrico Giannina Gaslini de Génova de un edificio anexo para que sea utilizado como lugar de estudio y recreación para los niños que se encuentren ahí hospitalizados, para esto el club se ocupó de la restauración de la Abadía de San Gerolamo, que se encuentra dentro de la estructura del hospital. Para lograr el propósito fueron necesarios 4,5 millones de euros, de los cuales 2 millones fueron donados por la familia Gaslini y el restante procedente de la Juventus recaudado a través de donaciones y eventos de caridad organizadas por sus jugadores, tales como: la participación como invitados en el Festival de San Remo de 2003 y en el programa de televisión Juventus, una squadra per amico, la realización y venta de álbumes fotográficos y CD, de los cuales el más famoso fue, en 2003, una versión del éxito de Lucio Battisti Il mio canto libero - Confusione, que recibió un disco de oro y uno de platino de la Federación de la Industria Musical Italiana en marzo de ese mismo año, gracias a las más de 100 000 copias vendidas durante las primeras cuatro semanas de su distribución.
En 2009, el club estableció dos iniciativas que conforman un único proyecto societario que promueve la lucha contra el racismo y la integración sociocultural, Un calcio al razzismo y Gioca con me, el cual fue incluido por la Organización de las Naciones Unidas para la Educación, la Ciencia y la Cultura en la lista de los diez programas elegidos a nivel mundial - el único realizado en el continente europeo - para el día internacional de la conmemoración de la aprobación de la Declaración Universal de los Derechos Humanos en octubre de 2013, habiendo sido presentado al NGO UNESCO Liaison Committee, en una conferencia celebrada en París en marzo de 2014.